# Російська полярна експедиція
Російська полярна експедиція 1900–1902 років була споряджена Імператорською Академією наук і мала основною ціллю дослідження частини Північного Льодовитого океану на північ від Новосибірських островів та пошук легендарної Землі Санникова. Стала першим академічним ділом Російської імперії у водах Льодовитого океану, здійсненим на власному судні. Керував експедицією російський геолог і полярний дослідник барон Едуард Васильович Толль.
Одним із співробітників і найближчих помічників Толля був молодий вчений-дослідник, лейтенант Російського імператорського флоту Олександр Васильович Колчак, який прийняв у роки Громадянської війни титул верховного правителя Росії та звання верховного головнокомандувача Російської армії. Осмисленню й правдивій оцінці його особистості перешкоджала ортодоксальна комуністична пропаганда, тому з політичних причин за радянської влади історія експедиції докорінно спотворювалася.
Захід перебував під Найвищим покровительством президента Російської академії наук князя Костянтина Костянтиновича Романова.
Експедиція була важлива також і з погляду геополітичних зазіхань Москви в Арктиці, яка требувала економічні зони морів вздовж її берегів та яка розвивала судноплавство Північним морським шляхом починаючи з Карських експедицій. Усі попередні іноземні полярні експедиції розглядалися їхніми призвідниками також як важлива національна справа.

## Передісторія
Випускник Дерптського університету, природознавець Е. В. Толль в 1884—1886 роках брав участь в експедиції вченого-полярника О. О. Бунґе, що досліджувала узбережжя Північного Льодовитого океану від гирла Лени до Яни, а також Новосибірські острови. Толль тоді виявив на Котельному й Великому Ляховському островах кістки мамонтів, а на острові Новий Сибір — поклади бурого вугілля.
Якось у серпні 1886 року за погожої години з північно-західних стрімчаків острова Котельного дослідник розглянув обриси іншого — невідомого — острова, що лежав у північно-східному напрямку. На відстані сто з гаком верст (визначеній Толлем на око) чітко було видно стрімкий берег зі стовпними горами, координати яких визначалися приблизно як 77°05′ пн. ш. 140°14′ сх. д. / 77.09° пн. ш. 140.23° сх. д. (за іншими даними, координати острова, визначені Толлем, склали 77°30′ пн. ш. 142°20′ сх. д. / 77.5° пн. ш. 142.33° сх. д.). Берег простягався саме там, куди вказував Яків Санников, — це була легендарна Земля Санникова, яку з того часу стали позначати на картах пунктирною лінією. Бачення незвіданого острова не давало досліднику спокою і нестримно манило до себе.
Російський імператор якось під час чергової розмови про Землю Санникова чи то жартома, чи всерйоз обнадіяв сміливців-першопрохідців: «Хто відкриє цю землю-невидимку, тому і належатиме вона. Дерзайте, лейтенанти!».

## Найвище покровительство

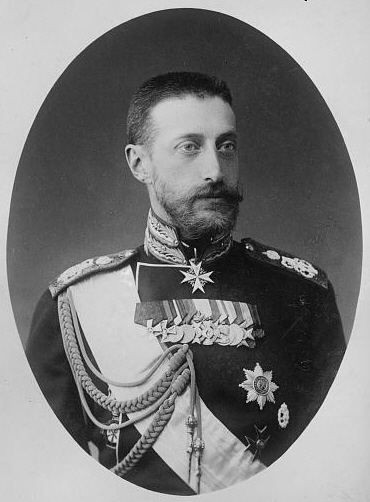
Найвищий покровитель експедиції князь Костянтин Костянтинович Романов

Величезну роль у спорядженні експедиції відігравала Імператорська Санкт-Петербурзька академія наук, й особисто її президент російський князь генерал-ад'ютант Константин Константинович Романов. Без клопотань князя експедиція могла й не відбутися, тож не випадково його портрет прикрашав кають-компанію «Зорі». В юності Костянтин Костянтинович був військовим моряком і багато важливих дрібниць спорядження міг оцінювати особисто і зі знанням справи. Далекий від науки, відсутність спеціальних знань він покривав загальною культурою й увагою до людей. Відомі багато прикладів його особистої турботи про членів експедиції. Саме завдяки йому Толль отримав удвічі більше коштів, ніж спочатку планувалося: 509 тис. рублів на березень 1904 замість намічених 240 тисяч. Як пише Ю. В. Чайковський, недалеко від істини було твердження, що Толль (і пізніше за його прикладом Колчак) прямо визискували обов'язковість президента Імператорської академії наук і не раз ставили Академію перед фактом непередбачених витрат. Наскільки можна судити з відомих документів експедиції, апарат Академії при підготовці плавання працював злагоджено і без зволікань.
Шхуна «Зоря» здійснювала свій похід до Арктики з Найвищого дозволу президента Імператорської академії наук під його вимпелом. Це мало важливе значення з погляду уваги й ставлення до мандрівників з боку організацій та окремих осіб, у чиїй владі було надати сприяння і допомогу першопрохідникам на їхньому шляху до берегів Східного Сибіру.

## Планування і підготовка експедиції

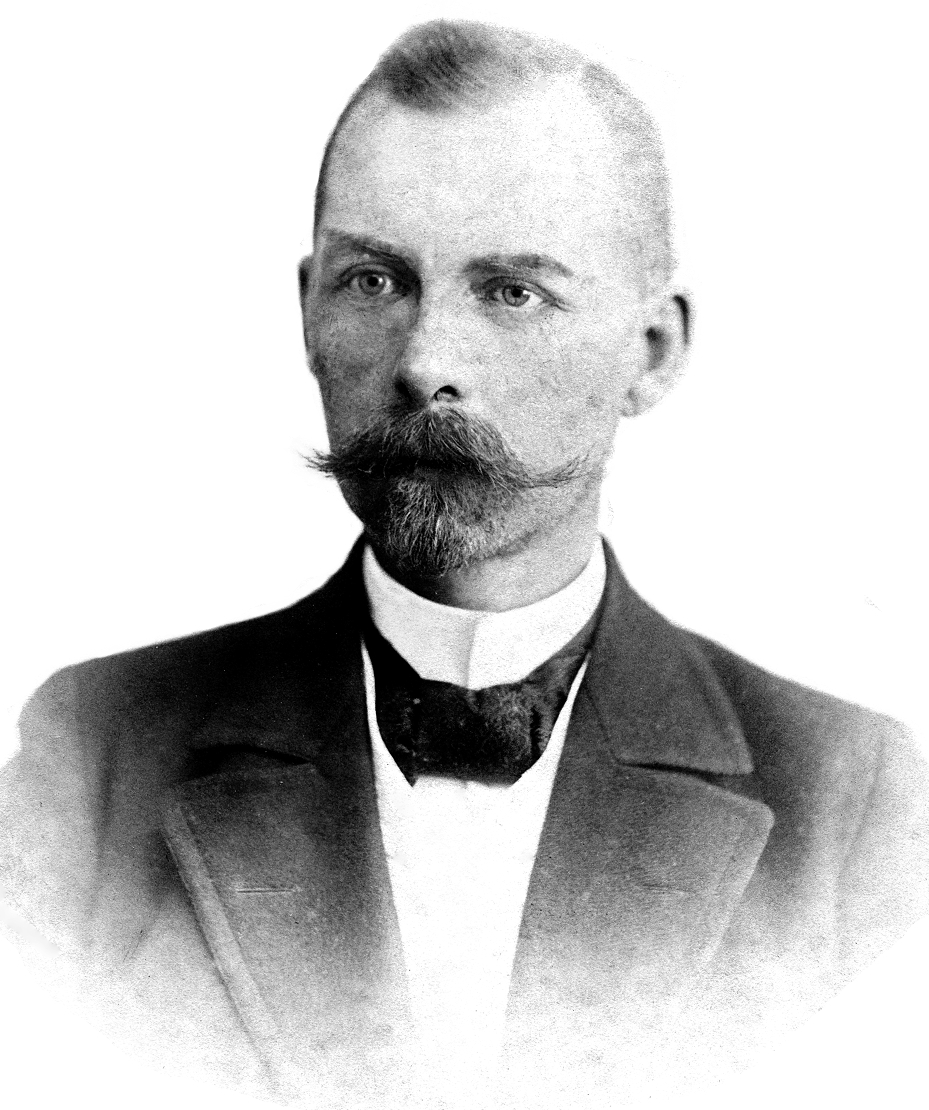
Барон Е. В. Толль

По поверненні 1893 року з Новосибірських островів, де він споряджав евакуаційні бази для норвезького мореплавця Ф. Нансена, барон Толль почав активно пропагувати план морської експедиції в район Новосибірських островів та «Землі Санникова». В Академії наук Толль виступив з докладною доповіддю і заявив про необхідність «спорядити експедицію для відкриття архіпелагу, що лежить на північ від наших Новосибірських островів, і виконати її так, щоб підсумки були і щасливими, і плідними». Виступав він також і у пресі, і на засіданнях Російського географічного та Мінералогічного товариств. Натураліст визнавав можливим досягти «Санникової Землі» морем в той період, коли воно звільняється від криги. Толль звертав увагу осіб, які приймали остаточне рішення, на те, що підсумки експедиції матимуть велике значення і з точки зору національних інтересів країни, адже дослідник хотів започаткувати плавання пароплавів з Карського моря у сибірські річки і до самої Берингової протоки, запобігти іноземній експансії на північному сході Євразії та сприяти позитивному вирішенню питання щодо плавання Північним морським шляхом. Толль, будучи великим патріотом, з жалем зазначав, що американці і скандинави зайняли нішу арктичних першопрохідників: «Я впевнений, що якщо ми не візьмемося за цю справу, то не пройде і двох-трьох років, як відібрано буде у нас останнє поле дій на півночі від сибірського берега до Землі Санникова». У підсумку йому вдалося переконати Академію наук у необхідності послати експедицію на схід від Таймиру задля розвідування морського шляху до Берингової протоки. Йому допомогли відомості, що цю ж ціль тоді переслідували американці. А канадський дослідник Берньє прямо заявляв, що під час наступної льодової експедиції Земля Санникова стане його опорною базою. «Невже ми припустимо, щоб ці вискочки нас випередили?» — такий упереджений довід чувся у його зверненнях до начальства. З ним був згодний і патріарх російської географії Семенов-Тян-Шанський: «Недалеко вже той час, коли честь дослідження… Землі Саннікова буде передбачена скандинавами чи американцями, тоді як дослідження цієї землі є прямим обов'язком Росії». Була ще одна важлива причина, про яку широкому загалу воліли не повідомляти. Ще американський полярний дослідник Дж. Делонґ виявив на острові Беннетта поклади бурого вугілля. Барон Толль вважав, що вугленосні пласти острова Новий Сибір простягаються до Беннетта і далі — до гіпотетичної Землі Саннікова. Цей чинник був дуже важливий з геостратегічної точки зору: судна, що йдуть з Архангельська у Владивосток Північним морським шляхом, могли б поповнювати запаси вугілля посеред свого шляху, а військові кораблі отримували б можливість огинати Чукотку і досягати Владивостоцького порту не навколо Африки, а найкоротшим і практично внутрішнім російським шляхом. Прихильником цього замислу був адмірал С. О. Макаров.

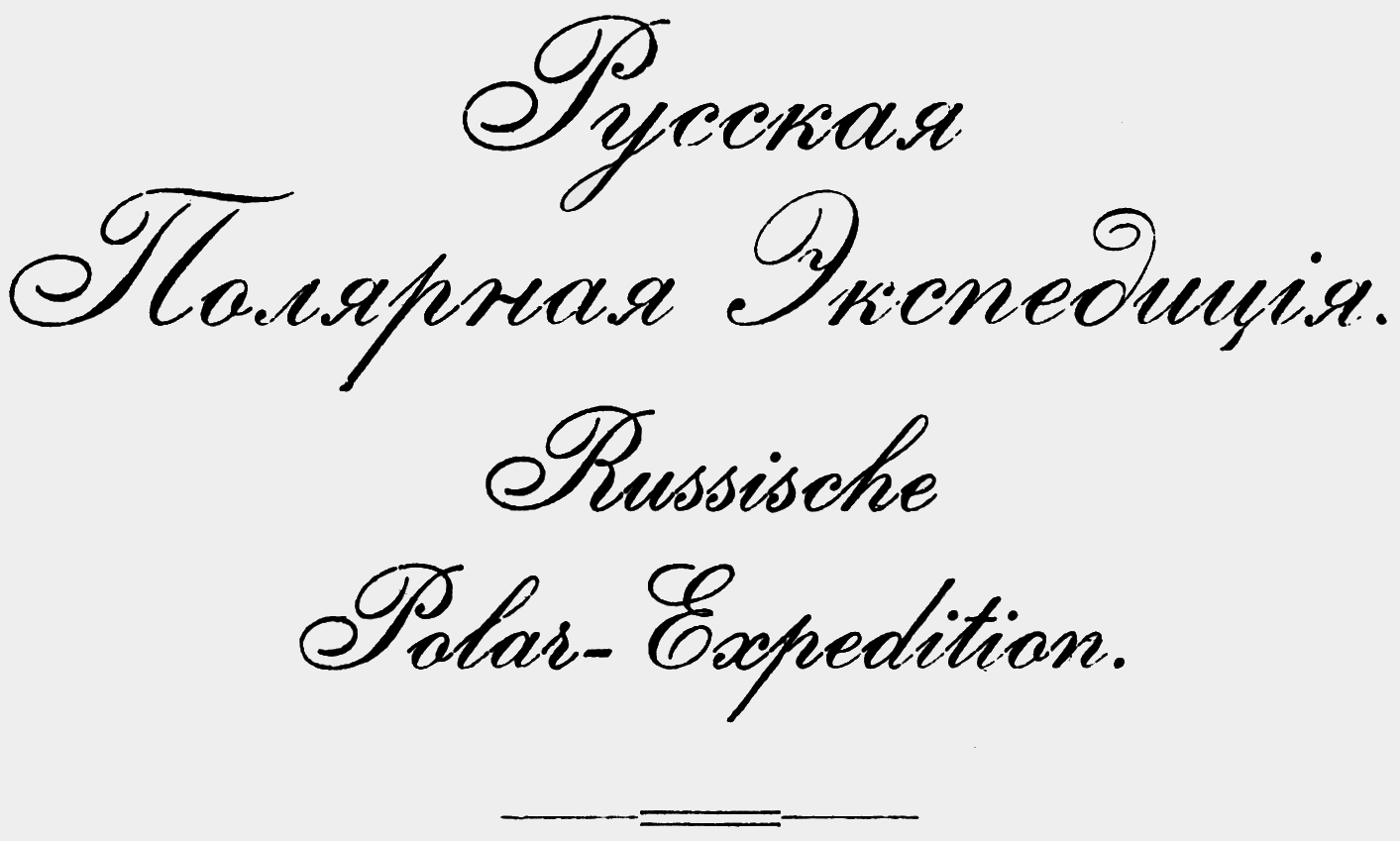
Офіційний бланк експедиції

Проєкт довгий час не затверджувався, оскільки був досить дорогим, проте справа зрушила з мертвої точки 1899 року, коли 31 грудня імператор Микола II погодив спорядження експедиції «дослідження землі Санникова та інших островів, розташованих за Новосибірським архіпелагом», затвердивши одночасно Толля її начальником.
На відповідному судні передбачалося влітку 1898 або 1899 пройти, минаючи Карське море і мис Челюскін, до зручного місця зимівлі у гирлі Лени. Наступного літа планувалося здійснити похід на північ на усть-ленських собачих нартах, знайти terra incognita у серпні та висадити експедицію з 2-річним запасом продовольства. На зворотному шляху частина мандрівників мала спорудити продовольчий склад на острові Котельний «у разі невдачі плавання наступного року» і повернутися на материк; групі, що залишилася на Землі Санникова, ставилося завдання звести будинок для зимівлі і проводити протягом року різні наукові дослідження; інша група мала спорудити доставлений на судні будинок для зимівлі. Навесні та влітку 3-го року експедиції передбачалося проводити дослідження на острові Беннетта і влітку ж, на судні, що вдруге прийшло з гирла Лени, обійшовши Новосибірські острови зі сходу, повернутися на базу в згаданому гирлі. Згідно з остаточним планом, у навігацію 1903 року, після дослідження Новосибірських островів, експедиція мала рушити на схід, обігнути мис Дежньова та, пройшовши через Берингову протоку, закінчити свій шлях у владивостокській бухті Золотий Ріг. Окрім основної, споряджалася і допоміжна експедиція, тотожня за призначенням попередній експедиції Толля, коли він закладав склади для Нансена. Тепер такі ж склади слідувало заготувати для експедиції самого Толля — на Новосибірських островах. Продовольчі запаси робилися з розрахунків на 3,5 роки. Загалом весь описаний комплексний захід отримав назву Російської полярної експедиції.
Задум щодо спорядження полярної експедиції підтримали багато російських учених: Ф. К. Шмідт, О. П. Карпінський, Ф. Н. Чернишов, М. О. Рикачов, Д. І. Менделєєв, С. О. Макаров, М. М. Кніпович, П. П. Семенов-Тян-Шанський тощо. В Імператорському Географічному товаристві виступив у квітні 1898 року з підтримкою задуму Толля і норвежець Ф. Нансен. Експедиція обіцяла дати висліди колосальної важливості, збудження навколо діла посилювалося з кожним днем, тому нікого не здивувало асигнування 240 тис. рублів на експедицію за Найвищим наказом. Після того, як планом зацікавився російський князь Костянтин Костянтинович, на початку 1899 року була створена під головуванням академіка Ф. Б. Шмідта у складі відомих вчених і керівників різних морських і наукових відомств Комісія зі спорядження Російської полярної експедиції. У липні 1899 року були отримані з казни перші гроші на купівлю судна. Крім державних асигнувань, що викликало велику наснагу по всій імперії діло барона Толля отримувало підтримку від різних установ і просто заможних громадян.
Корабель, на якому мореплавцям належало здійснити свій морський похід, раніше був тюленебійним судном, що використовувалося для промислу тюленів поблизу Ґренландії. «Харальд Харфаґер», однотипний з норденшельдівською «Вегою» вітрильний барк з паровим двигуном, був на надані російським урядом кошти куплений в Норвегії, переобладнаний під нові завдання (посилений льодовий пояс, встановлені парові лебідки, через нечисленність команди було розібрано частину вітрильного обладнання і прямі вітрила залишалися лише на фок-щоглі) і перетворився з погляду парусного озброєння на шхуну-барк, чи баркентину. За порадою президента Імператорської академії наук барк перейменували на шхуну «Зоря». У багатьох дослідженнях і документах судно також називається яхтою, оскільки воно ходило під прапором Невського яхт-клубу. Це судно Фрітьйоф Нансен рекомендував Толлю як подібне до його знаменитого «Фраму». Нансен, який будував свій «Фрам» на тій же корабельні, писав Толлю в листі:
Нехай льоди ніколи не розходяться під вашими санями, нехай «Зоря» знаходить вільну воду, щоб могли з успіхом повернутися до себе на батьківщину. Як я радий знову потиснути Вам руку. До скорої зустрічі. Ваш відданий друг Ф. Нансен.

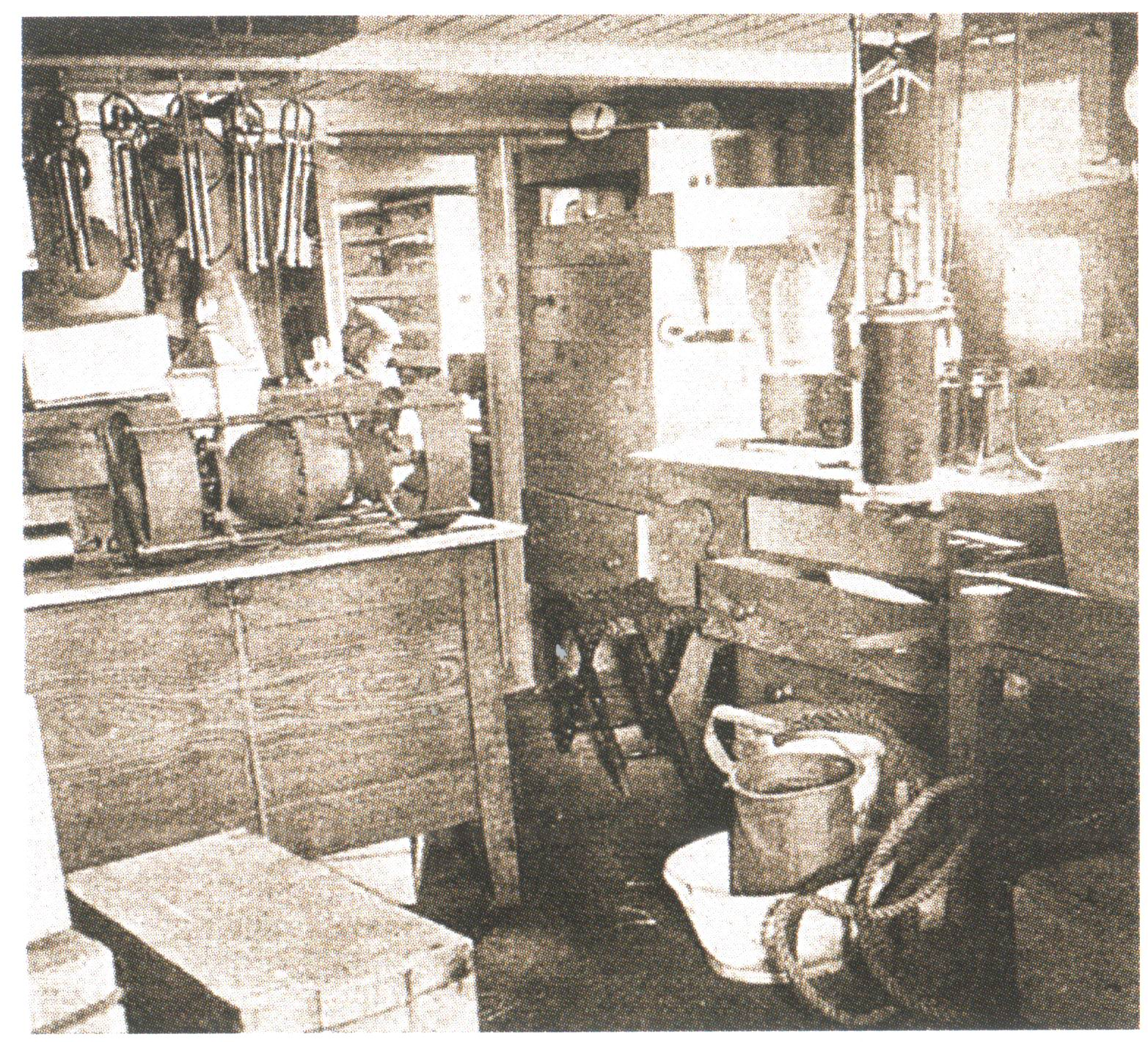
Гідрологічна лабораторія на яхті «Зоря»

Устаткування для проведення гідрологічних досліджень замовили в Англії, Швеції і Росії. У листі О. В. Колчака від 20 березня 1900 року в Лондон з приводу замовлення гідрологічного обладнання містилося прохання надіслати його «якнайшвидше, оскільки ми повинні бути готові до кінця квітня». Недоліком був пізній початок організації гідрологічної служби експедиції: єдиний гідролог експедиції Колчак приступив до справ не раніше середини лютого, причому зазначив, що до нього «щодо… гідрології та спорядження, що стосується її, поки що нічого не було зроблено». Дивно, як він все ж таки встиг увійти в курс справ, щось замовити й отримати (Нансен у схожих обставинах так і не зміг знайти геолога). Колчак простежив, аби замовлюване обладнання відповідало умовам роботи на великих глибинах. Для роботи на глибині Російську полярну експедицію було споряджено краще за нансенівську Норвезької полярної експедиції. Колчак пізніше зазначить: «Жодного разу за весь час ми не відчували збільшення труднощів плавання від недоліків чи відсутності будь-яких інструментів чи приладів». З погляду російської океанології, «Зоря» ознаменувала початок нового щабля в цій науці: це було перше в Росії науково-дослідне судно для проведення морських комплексних досліджень, повністю переобладнане для виконання спеціальних робіт в арктичних умовах.
Лейтенант Колчак, на якого Толль серед іншого поклав магнітометричні спостереження, незнайомий з цим видом наукових праць, пройшов спеціальний курс і практику в Головній фізичній обсерваторії (Санкт-Петербург) та Павлівській магнітно-метеорологічній обсерваторії, а також здійснив відрядження до Норвегії для консультації з Ф. Нансеном, протягом деякого часу проходив у нього стажування, після чого за дорученням барона Толля їздив до Москви й Архангельська заради завершення комплектування команди, зустрічався з губернатором Архангельська, відвідав Онегу, інші поморські місця. В підсумку Колчаку вдалося найняти трьох людей, одну з котрих — Семена Євстифєєва — Толль згодом визнав своїм найкращим матросом.

## Команда

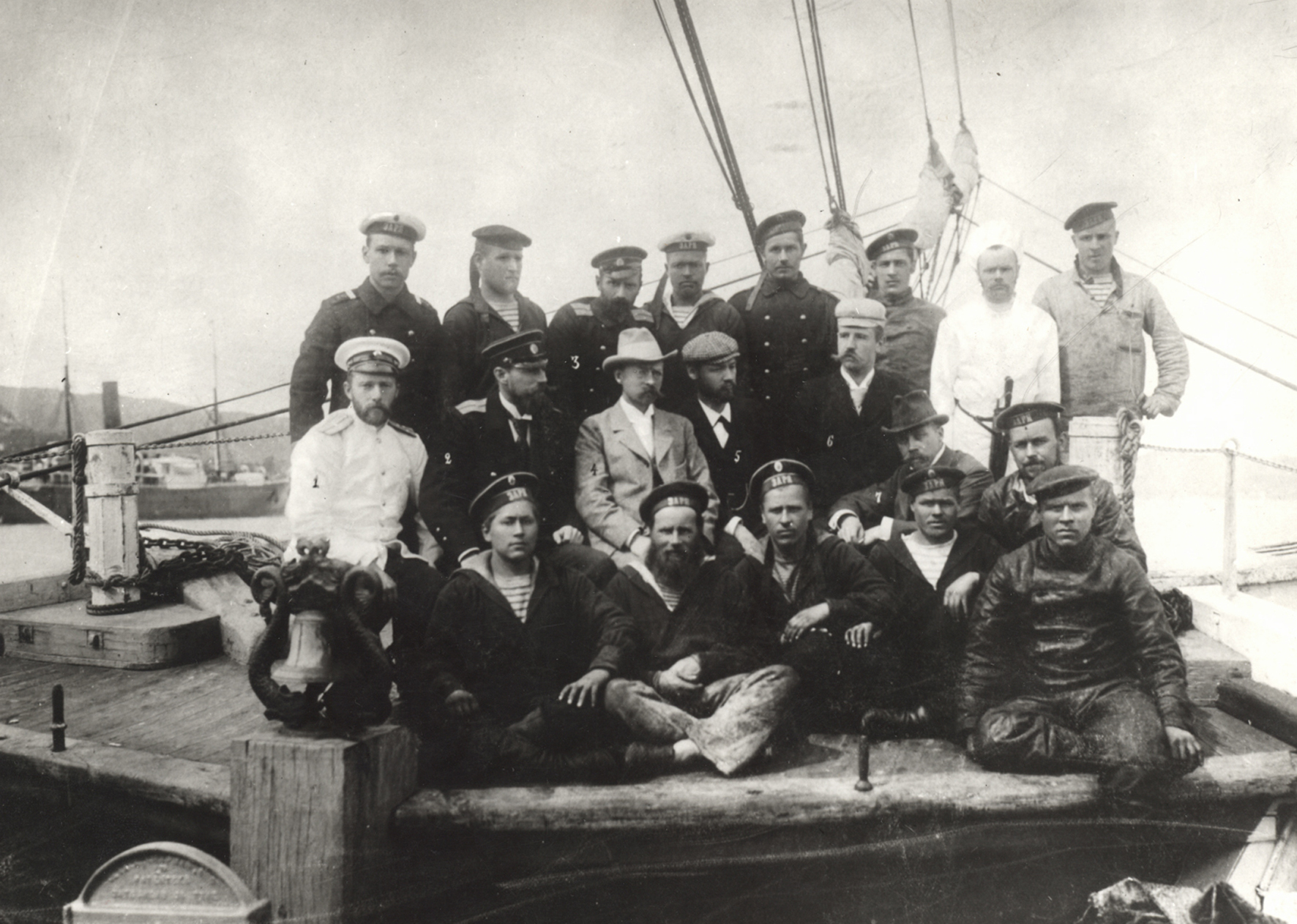
Учасники експедиції на борту шхуни «Зоря». У верхньому ряду: третій зліва над Толем — Колчак.
Другий ряд: М. М. Коломойцев, Ф. А. Матісен, Е. В. Толль, Г. Е. Вальтер, Ф. Г. Зіберг, О. А. Бялиніцький-Біруля

Барон Толль особисто підбирав учасників для експедиції, список був затверджений наказом Академії наук від 8-10 березня 1900 року.
У науковому загоні експедиції брали участь:
1. барон Е. В. Толль — начальник експедиції, геолог, зоолог.
2. М. М. Коломойцев — лейтенант, командир «Зорі». Досвідчений учасник експедицій у Біле море, у гирлі Єнісея.
3. Ф. А. Матісен — лейтенант, помічник командира та старший офіцер[27] судна. Геодезист, картограф, мінералог, метеоролог та фотограф експедиції[28][27]. Брав участь в експедиції на Шпіцберген 1899 року.
4. О. В. Колчак — лейтенант, другий офіцер шхуни «Зоря»[27], гідрограф, гідролог, магнітолог, гідрохімик, топограф і картограф. Плавав у Тихому океані, проводив гідрологічні і гідрохімічні дослідження у Японському і Корейському морях, вивіряв мапу течій. Був запрошений в експедицію Е. В. Толлем, який звернув увагу на наукові праці лейтенанта з океанографії[12].
5. О. А. Бялиницький-Біруля — старший зоолог і фотограф, співробітник Зоологічного музею імператорської Академії наук. Брав участь в експедиції на Шпіцберген 1899 року. Працював на Соловецькій біологічній станції, вивчав морську фавну Білого моря.
6. Ф. Г. Зіберг — кандидат фізико-математичних наук, астроном і магнітолог.
7. Г. Е. Вальтер — доктор медицини, лікар-бактеріолог та другий зоолог експедиції, спеціаліст у галузі бактеріології, який брав участь 1899 року у науково-промисловій експедиції поблизу Мурманського узбережжя і Нової Землі.
8. К. А. Воллосович — геолог.
9. О. Ф. Ціонглінський — студент, політичний засланець.
10. М. І. Бруснєв — інженер-технолог, політичний засланець.
11. В. Н. Катин-Ярцев — лікар, політичний засланець.

Трьом офіцерам Російського флоту — Коломойцеву, Матісену і Колчаку — нарівні з виконанням наукових робіт потрібно було нести і службу стройових офіцерів, і нести штурманські вахти, так як більша частина команди «Зорі» складалася з матросів військового флоту.
Команда шхуни складалася з 13 осіб, у тому числі:
1. Н. О. Бегічев — боцман.
2. Едуард Огрин — старший механік.
3. Семен Євстифєєв — матрос кермовий.
4. В. О. Железніков — керманич старшина.
5. Олексій Сем'яшкін — матрос кермовий. Замінений згодом П. Стрижовим.
6. Іван Малигін — матрос кермовий. Замінений згодом С. Расторгуєвим.
7. Микола Безбородов — матрос кермовий.
8. С. І. Расторгуєв — каюр, матрос кермовий.
9. Петро Стрижов — каюр, матрос кермовий.
10. Сергій Толстов — матрос кермовий.
11. Едуард Червінський — другий машиніст.
12. Іван Клуг — старший кочегар.
13. Гаврило Пузирьов — другий кочегар.
14. Трифон Носов — третій кочегар.
15. Хома Яскевич — кухар.

Допоміжна експедиція під керівництвом геолога К. А. Воллосовича складалася з 11 осіб, серед котрих були двоє політичних засланців — О. Ф. Ціонглінський і М. І. Бруснєв.

## Останні приготування
У січні до норвезького порту Ларвік вирушив Коломойцев — для спостереження за переобладнанням приміщень та рангоуту «Зорі». Приблизно 10 квітня, коли зібралася вся команда, Колчак і Матісен з нижніми чинами вирушили Фінляндською залізницею через Гангсуд до Стокгольма, потім через Крістіанію до норвезького містечка Ларвік, де на елінгу відомого суднобудівника Коліна Арчера проходила переобладнання «Зоря». Протягом трьох тижнів судно було проконопачено та покрито тиром. Після виходу з доку було виявлено невелику течу. Цій обставині не надали значення, зв'язавши його з щойно проведеним проконопачуванням. З Ларвіка «Зоря» пройшла в Крістіанію, де взяла на борт вугілля і замовлене наукове спорядження. За порадою Толля Колчак розшукав тут Нансена, з'їздив до його наукової лабораторії та вивчив нансенівські методи гідрологічних досліджень, ознайомився з новітніми океанографічними приладами професора Хірта. Нансен, своєю чергою, побував на «Зорі». На початку травня 1900 року лейтенант флоту М. М. Коломойцев і лейтенант флоту О. В. Колчак привели шхуну з Бергена до Санкт-Петербурга, забравши на шляху з Мемеля начальника експедиції барона Е. В. Толля. Пришвартувалися на Неві — близько Миколаївського мосту — навпроти будівлі Морського корпусу, випускниками якого були всі три офіцери експедиції. Їм потрібно було розпочати свою далеку подорож прямо від стін своєї Альма-матер. У Петербурзі незавершені суднові роботи, що проводилися на «Зорі» дорогою з Крістіанії, тривали.

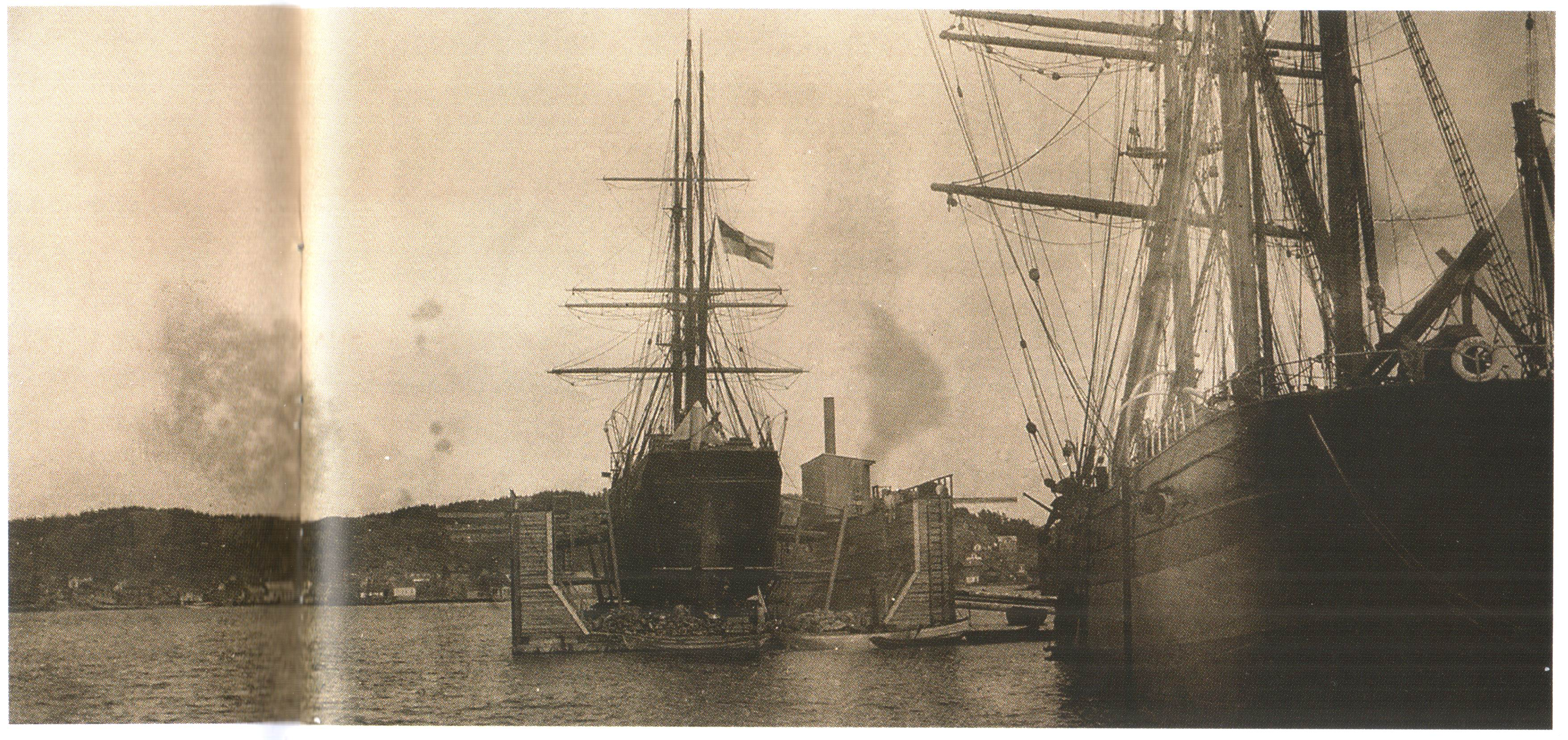
«Зоря» в норвезькому доку.

Перед самим початком експедиції Толль отримав від Нансена пакет з документацією і матеріалами по сибірській Арктиці: координати окремих островів, рукою Нансена зроблений нарис бухти Коліна Арчера, де скандинав радив Толлю перезимувати, рекомендації уточнити розташування долин річок північно-східної частини Таймиру та наявність їхніх слідів на морському дні, що могло пояснити походження величезного сибірського підводного плато-шельфу. Також Нансен радив вивчити явище «мертвої води», що зустрічається тільки в Північному Льодовитому океані, коли слідом за кораблем над важким шаром солоної води утворюється хвиля опрісненої води, що утруднює рух. Ось цю «мертву воду» і слід було вивчати лейтенанту Колчаку. Матеріали щодо цього питання, що цікавило Нансена, Толль відразу передав гідрографу експедиції, щоб той подумав над ними і взяв в експедицію всі необхідні для відповідних досліджень прилади.
Щодня до судна підвозили різні вантажі, які акуратно розміщувалися на борту: прилади, інструменти, апаратура, біологічні мережі, трали, батометри, морські карти, посібники для плавання, продовольство тощо. Але головним вантажем, від якого залежала експедиція у всьому (дальність плавання, обігрів, приготування їжі), було паливо — вугілля. Відповідальним за постачання та приймання вантажів був О. В. Колчак.
29 травня Микола II відвідав шхуну, що готувалася до відправлення. Цей візит так описав командир судна:
29 травня ми були ощасливлені Найвищим відвідуванням Государя Імператора. Його величність докладно оглядав «Зорю» і наприкінці звернувся до начальника експедиції барона Толля з милостивим питанням, чи не потрібно чогось для експедиції. А потреба була ґрунтовна. Нам не вистачало вугілля. Внаслідок монаршої милості вугілля нам відпущено зі складів морського відомства, як і багато матеріалів, яких не можна було дістати у продажу. Морське відомство відкрило нам свої крамниці, чим ми скористалися..
Оригінальний текст (рос.)
29 мая мы были осчастливлены Высочайшим посещением Государя Императора. Его величество подробно осматривал «Зарю» и в конце обратился к начальнику экспедиции барону Толлю с милостивым вопросом, не нужно ли чего-нибудь для экспедиции. А нужда была обстоятельная. Нам не хватало угля. Вследствие монаршей милости уголь нам отпущен из складов морского ведомства, так же как и много материалов, которых нельзя было достать в продаже. Морское ведомство открыло нам свои магазины, чем мы и воспользовались.

За кілька днів на судні побував і покровитель експедиції — президент Академії наук російський князь Костянтин Костянтинович. Перед самим відплиттям в Академії наук відбулося засідання під його головуванням, на якому були присутні Толль, Коломойцев і Колчак.

## Хід експедиції

### Перша навігація

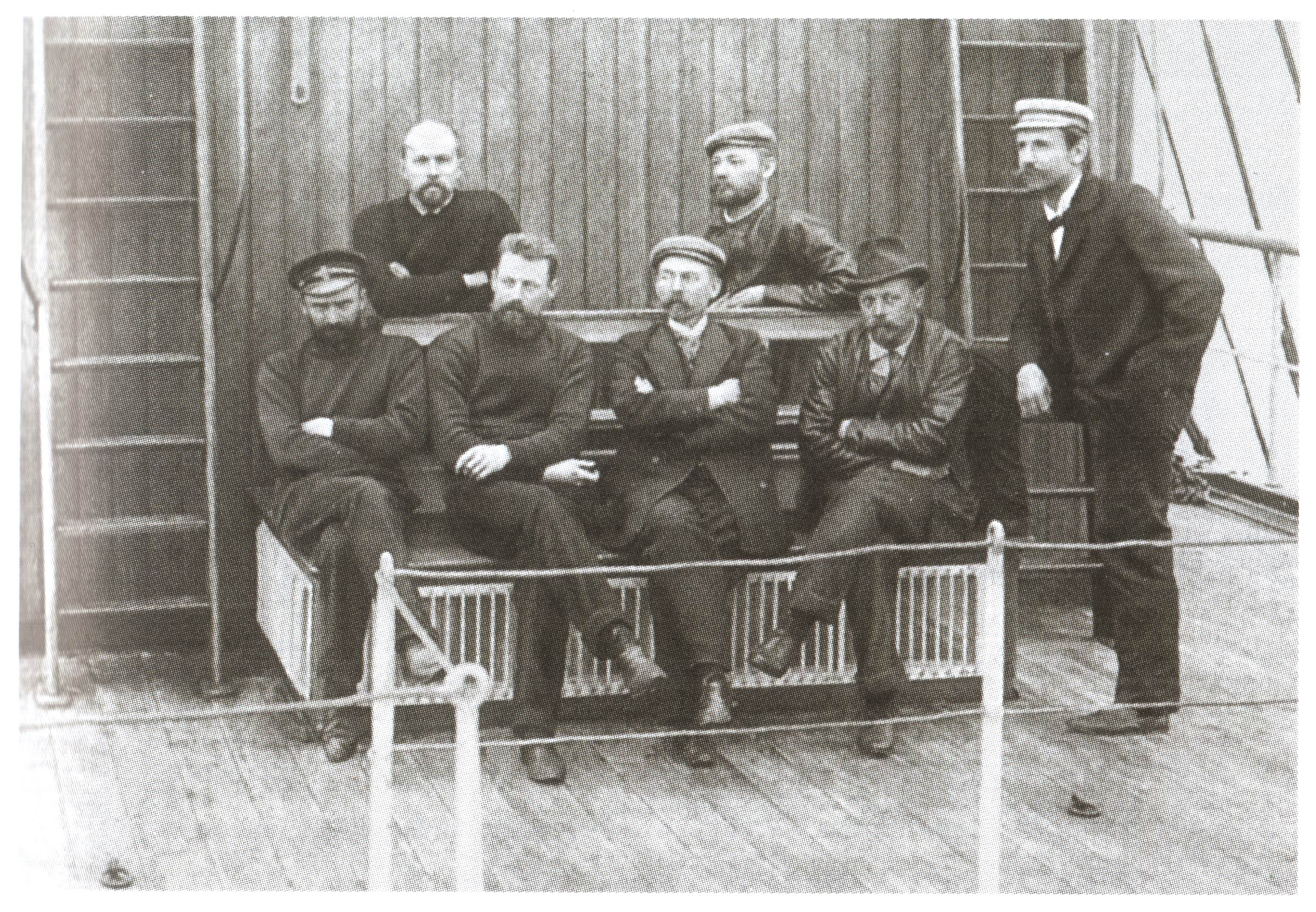
Учасники експедиції на «Зорі»

8 червня 1900 року мандрівники відчалили від пристані на Неві. Командир шхуни Коломойцев під захоплені крики від супровідного натовпу (переважно рідних полярників і представників наукової громадськості)) і звуки оркестрів суден, що проводжали «Зорю», майстерно пройшов повз безліч інших кораблів, човнів, вельботів, не вдаючись до допомоги буксира. Судно попрямувало до Кронштадту, де експедицію зустрічав головний командир порту та військовий губернатор міста адмірал С. О. Макаров, що запросив Толля на обід. Макаров у дружній бесіді поділився з Толлем своїм досвідом і дав низку цінних порад. «Кронштадтський вісник» пізніше писав, що С. О. Макаров, серед іншого, зауважив, що через свій м'яку вдачу Толль опиниться в поході «як буфер між офіцерами, вченими і командою». Потім Макаров із дружиною відвідали «Зорю» і на ній проводили експедицію до виходу на рейд. У Кронштадті на облавок було довантажено вугілля вищої якості, хронометри і вибухові речовини; для команди було закуплено книги, театральні п'єси.
Перша невелика поломка сталася ще у водах Фінської затоки. Її виправленням зайнялися в Ревелі. Тут же Толль зійшов із судна, переправився через затоку і поїздом вирушив у Кристиянію, де вирішив ще раз порадитися з Нансеном. Далі керівник експедиції виїхав до Бергену, куди вже підійшла «Зоря», і знову зійшов на борт своєї шхуни. Звідси і до виходу з норвезьких шхер поблизу Тромсе судно вів спеціально найнятий лоцман. Тут на облавок було довантажено доставлене від Нансена гідрологічне та гідрохімічне обладнання, прилади для вимірювання напрямку і швидкості течії, батометри Тимченка, глибоководні термометри, а також 1500 пудів сушеної риби для собак і 50 тонн вугілля. У Тромсе близько тижня було втрачено у зв'язку з очікуванням тих, хто запізнювався з Англії угольных брикетов. За цей час один із матросів — Малигін — на березі влаштував п'яний бешкет і опинився в поліцейській дільниці. Матроса вирішили списати на берег у першому ж російському порту. Інший матрос Олексій Семяшкін заразився у Норвегії венеричним захворюванням і також, згідно з висновком доктора Вальтера, повинен був бути списаний на берег.

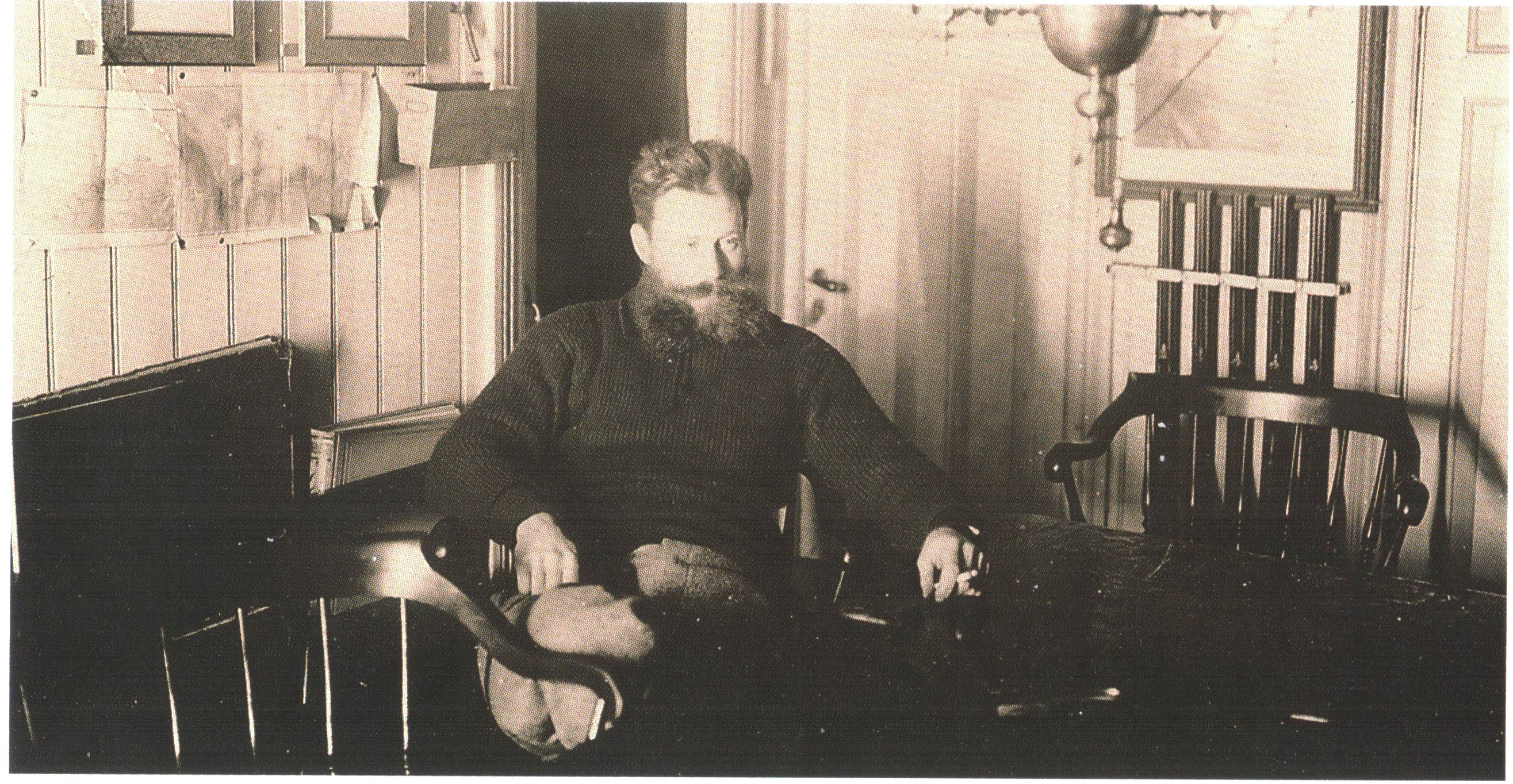
Командир яхти «Зоря» лейтенант М. М. Коломойцев у кают-компанії, 1900 р.

10 липня шхуна минула мис Нордкап і опинилася у відкритих арктичних водах. 11 липня мандрівники увійшли до Катерининську гавань Кольської затоки і стали на рейді Олександрівська-на-Мурмані для завантаження вугілля. Експедицію зустрічали співробітники зоологічної станції з найбільшим гідробіологом Російської імперії М. М. Кніповичем, членом комісії з організації Російської полярної експедиції. Вчений передав мандрівникам їхтіологічне обладнання та карти глибин низки морських акваторій та запропонував охочим вийти на судні науково-промислової експедиції Кніповича «Андрій Первозваний» у море задля гідрологічних і зоологічних робіт, чим і скористалися Толль, Колчак і Біруля. Під час цієї стоянки у зв'язку з поведінкою на березі матросів, які відзначали списання двох своїх колег на берег, між Толлем і Коломойцевим відбулася перша велика сутичка: Коломойцев спересердя заявив Толлю, що у послуху команду можна втримати лише за допомогою тілесних покарань (вже давно скасованих на флоті) — відносини вченого-гуманіста та стройового офіцера не склалися від самого початку. Вони сварилися ще в Петербурзі через розмежування обов'язків (Коломойцев намагався отримати у президента точну інструкцію про свої повноваження, але успіху не мав). Нерозуміння виникло також одразу після постановки питання про те, під яким прапором має йти у похід «Зоря»: під цивільним триколірним, чи військовим Андріївським. Проблема була психологічного порядку: Толль не врахував, що офіцер, призначений командиром судна, згідно з Морським статутом вважатиме себе командиром, капітаном і вимагатиме відповідного відношення з боку пасажирів. Толль же бачив у судні лише транспортний засіб, а його командир був для начальника експедиції лише «різновидом візника», якому належить везти туди, куди вказує пасажир. При цьому «візник» забороняв Толлю заходити в рубку, вважаючи, що у того «чорне око» і з судном постійно щось трапляється при його появі. Внаслідок конфлікту Толль заявив про списання Коломойцева з судна, а той — про своє небажання далі працювати в експедиції та передачу своїх обов'язків Матісену. Колчак, який також ставився дуже вимогливо до команди і рідко був задоволеним її дисципліною, спробував умовити противників помиритися, проте його зусилля себе не виправдали. Тоді лейтенант пішов до Толля і попросив списати його на берег разом із Коломойцевим. Експедиція, однак, не могла продовжуватися лише з одним офіцером, ставлення Толля до ультиматуму Колчака залишилося невідомим. До ранку наступного дня Вальтер і Зіберг змогли помирити двох керівників експедиції, хоча примирення виглядало неміцним через дуже велику різницю в норовах «вразливого і нервового Толля» і «грубуватого і далекого від науки Коломойцева». Керівник експедиції, на відміну від офіцерів, був однаково рівний як зі своїми найближчими колегами, так і з командою, своїм прикладом намагався сприяти згоді між кают-компанією та кубриком.
Вранці на борт прийняли 60 їздових псів із двома каюрами — Петром Стрижовим і Степаном Расторгуєвим, взятими в експедицію замість списаних матросів. В обстановці конфлікту начальника експедиції і командира «Зорі» проходила вся перша половина експедиції.
18 липня після обіду й завантаження 60 їздових псів, доставлених із Сибіру, на судно, яке отримало після навантаження вугілля осаду в 18½ футів, мандрівники залишили Катерининську гавань — поморське селище, яке послужило точкою почину для їхнього кидка до Землі Санникова. Наступного дня гідрограф Колчак, який виконував весь комплекс гідрологічних досліджень, та зоолог Біруля, який займався біологічною програмою, провели першу гідролого-зоологічну станцію. У роботі Колчаку допомагали боцман Бегічев та матрос Железніков, що тяглися до молодого вченого. Кілька днів судно йшло при слабкому вітрі і спокійним морем. Однак поблизу острова Колгуєва почалося хвилювання і палубу разом із розміщеними на ній псами часто заливало водою.

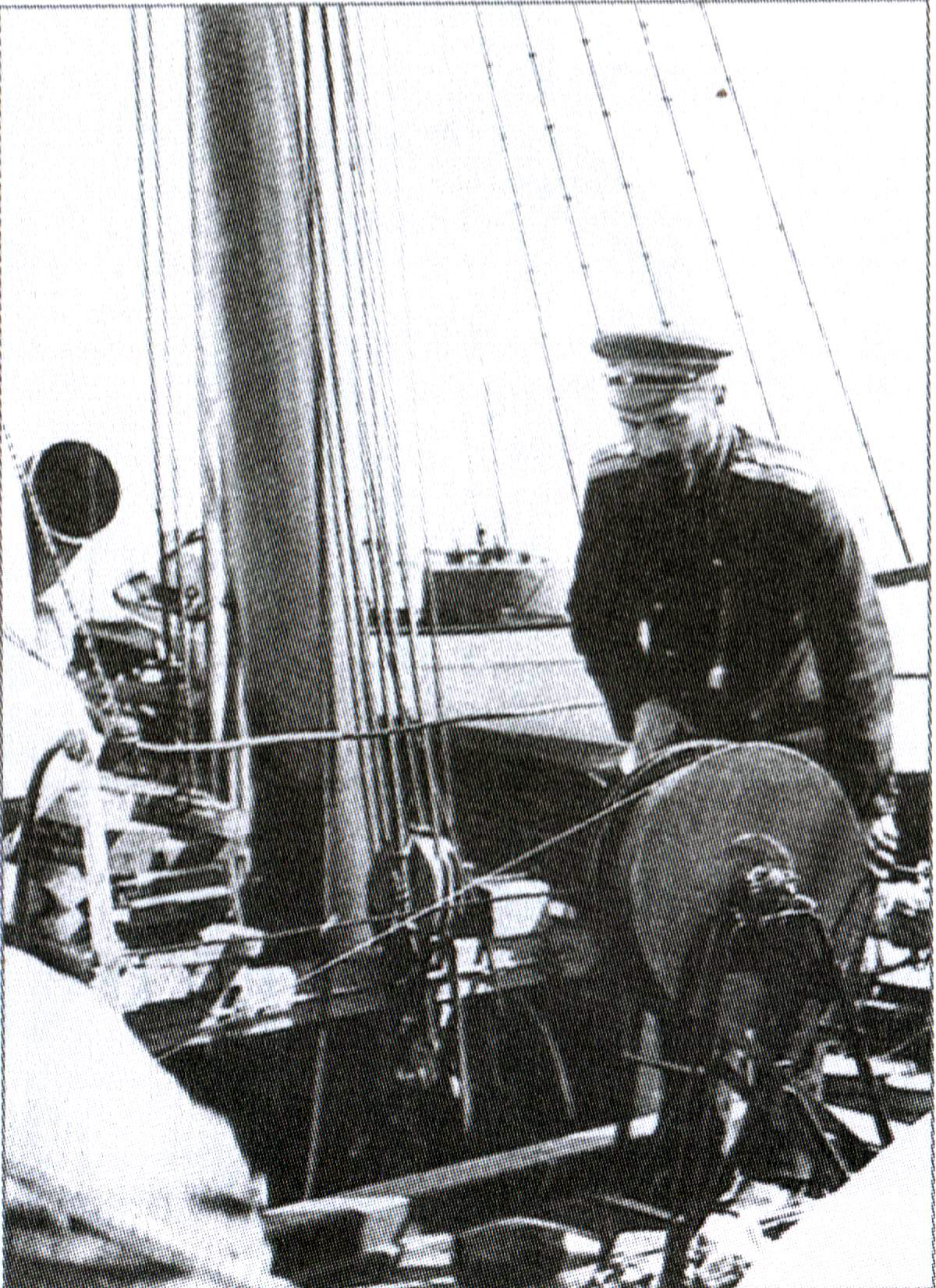
Гідрограф експедиції лейтенант О. В. Колчак у Карському морі

22 липня «Зоря» минула північний край Колгуєва. 25 липня підійшли до острова Вайгач. На мисі Гребінь було призначено зустріч із спеціально купленою для цілей експедиції поморською шхуною, яка мала доставити вугілля з Архангельська в протоку Югорський Шар. Однак шхуна, яка отримала пошкодження при зустрічі з льодом після проходження Колгуєва, не прийшла, і Толль вирішив її не чекати і якнайшвидше обігнути найпівнічнішу точку Євразії мис Челюскін, що, за розрахунками, дозволяло експедиції зазимувати на східному Таймирі — найменш вивченій території на всьому Північному морському шляху. У крайньому випадку, якщо до кінця навігації мис пройти не встигали, залишався варіант зимівлі на набагато вивченішому західному Таймирі. Однак, як писав згодом О. В. Колчак, «цей випадок підтверджував звістку, отриману в Тромсе від промисловців, що цього року Льодовитий океан за станом льоду вкрай несприятливий для плавання».
Протока Югорський Шар була майже вільна від крижин, що тільки зміцнило Толля в його рішенні, і цього ж дня, 25 липня, судно вийшло у Карське море. Проте вже надвечір на шляху стали все частіше траплятися поля битого льоду. Наступного дня корабель потрапив у льодову пастку, вибратися з якої виявилося дуже непросто, незважаючи на те, що «Зоря» показала себе дуже міцним і маневреним судном. Мандрівники були змушені відхилятися від маршруту все сильніше на південь, оминати поля льоду. Незабаром мореплавцям відкрився вид на півострів Ямал.
30 липня побачили на обрії обриси Кузькіна острова. Коло острова Діксон вирішили зробити 3-денну зупинку для відпочинку та чищення котлів судна. На острові мандрівників зустріла зграя неляканих білих ведмедів, на яких мисливцям вдалося пополювати й взапас наробити провізій.

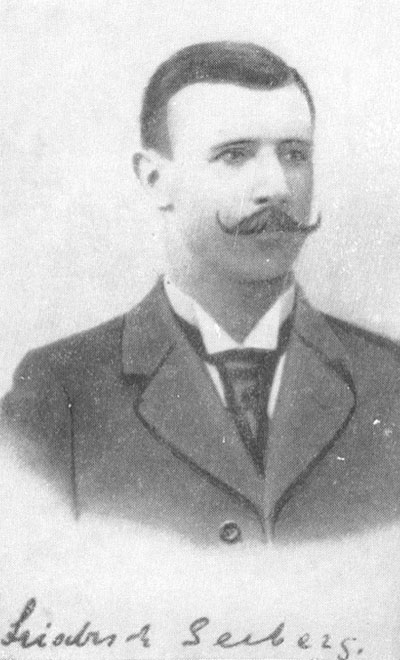
Астроном і магнітолог Ф. Г. Зіберґ

5 серпня мореплавці взяли курс у напрямку Таймирського півострова. Доводилося забиратися все на північ, льодова обстановка ставала важче з кожним днем. З наближенням до Таймиру пливти у відкритому морі стало неможливо. Боротьба з льодами набула виснажливого характеру. Рухатися вдавалося виключно шхерами, однак плавання неглибокими і зовсім не дослідженими протоками серед шхер Мініна було ще важче: кілька разів «Зоря» сідала на мілину або опинялася замкненою в бухті чи фіорді. Був випадок, коли зібралися вже зупинятися на зимівлю, простоявши 19 днів поспіль у затоці Міддендорфа, яка спершу Толлем була прийнята за Таймирську протоку. Мандрівники могли спостерігати, як пустіє вздовж їхнього шляху тундра. У ніч із 3 на 4 вересня команда «Зорі» вперше спостерігала північне сяйво. Невдовзі моряки помітили попереду вогонь і вирішили, що то «Єрмак» пробився напролом до Північного полюсу, згідно з відомою лекцією і закликом адмірала Макарова. Придивившись крізь туман до далекого пурпурового вогника, Зіберґ зрозумів, що вартівник побачив Венеру. Але й вирвавшись із льодового полону затоки Міддендорфа, далеко мандрівники просунутися не змогли: після проходу через названу Толлем ім'ям Фрама протоку між островом Нансена і півостровом Таймир, з'ясувалося, що в Таймирській протоці лід не зламаний. «Зоря» уперлася в перемичку з суцільної криги в тому самому місці, де 1893 року був зупинений льодами «Фрам». Протягом вересня Колчак кілька разів здійснював поїздки на катері до крижаного бар'єру, оглядав та вивчав лід, але жодних ознак будь-якої можливості швидкого продовження руху далі не з'являлося. Перша частина експедиції добігла кінця.

### Зимівля на Західному Таймирі

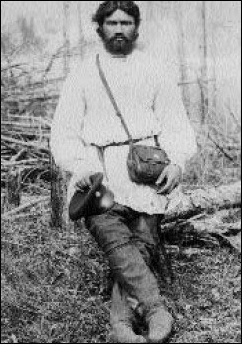
С. І. Расторгуєв

22 вересня 1900 року експедиція зупинилася на зимівлю у бухті Коліна Арчера біля архіпелагу Норденшельда в Таймирській губі, де й простояла до 12 серпня 1901 року. Початок зимівлі відзначили гулянкою: у кают-компанії пили шампанське і коньяк, команда насолоджувалася пивом.

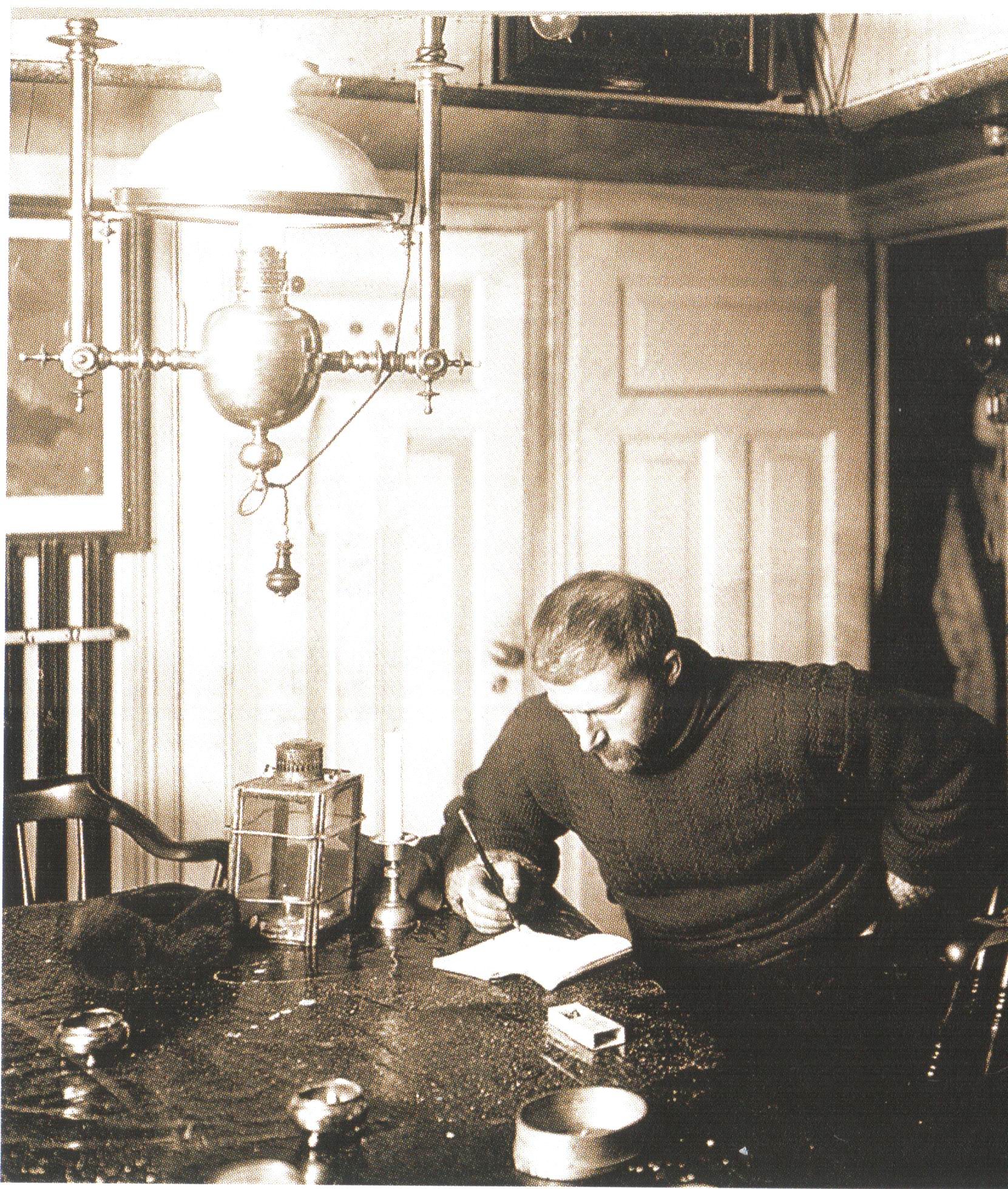
Лейтенант Ф. А. Матісен

Експедиція, що встановилася на Таймирі, була повністю відрізана від цивілізації. Незабаром «Зоря» зовсім вмерзла в лід. Утім учасники експедиції продовжували розпочату в дорозі дослідницьку працю. На березі було обладнано метеорологічну станцію, стелею і стінами для якої стали служити вітрила. Станцію із судном з'єднали телефонним проводом. Було встановлено цілодобове чергування, показання приладів черговий знімав раз на годину. Відповідно до суворого розпорядку близько о 7 години ранку він будив Матісена, який проводив метеорологічні спостереження, а о 8-ї ранку передавав чергування своєму зміннику. У кают-компанії на сніданок збирався науковий склад експедиції, з деяким запізненням, але не пізніше 9-ї ранку з'являлися Толль і Колчак. Після сніданку Зіберґ ішов на невеликий острів поблизу судна — острів Спостережень (рос. остров Наблюдений) — де будувався сніговий будиночок для спостерігачів зі стінами та стелею з парусини з гасовою піччю, що підтримувала температуру від 0 до +3 градусів, та встановлювалися магнітні інструменти. Незабаром він почав працювати з уніфуляром. Метеорологічними спостереженнями на острові Спостережень займався з 9 листопада 1900 р. по 17 квітня 1901 р. лейтенант Матісен. Гідрологічними дослідженнями повністю завідував лейтенант Колчак, який встановив на лівому борту шхуни мареограф для вивчення рівня моря Колчак контролював щогодинний відлік припливу, також займався гідрохімічними дослідженнями, топографічними роботами, проводив маршрутну зйомку та барометричне нівелювання, а під час ночей із ясним небом визначав широти і довготи різних географічних об'єктів. На частку Колчака взагалі випало чимало наукової праці: крім несення ходових вахт й описаних вище робіт, лейтенант ще займався промірами глибин, брав проби води, здійснював магнітні спостереження, становив докладний опис берегів й островів Льодовитого океану, вивчав стан і розвиток морських льодів. Під час зимівлі на Таймирі Колчак також склав мапу рейду «Зорі» та зробив топозйомку навколо місця стоянки судна, продовживши проведення наукових спостережень на березі. Також лейтенант, який вирізнявся глибокою і щирою релігійністю, виступав у ролі священика у богослужіннях під час свят, що складалися з читання і співу молитов.
Арктична зимівля — дуже важкий період у будь-якій полярній експедиції: похідники роздратовані, у всіх нерви на межі, позначаються світловий, вітамінний, «інформаційний» голод. Однак завдяки командиру судна лейтенанту Коломойцеву життя на судні було підпорядковане суворому розпорядку. Начальник експедиції прагнув підлаштувати цей графік під цілі наукових досліджень. У підсумку конфлікт начальника експедиції і командира судна загострився до крайності, а Колчак — розумів з одного боку правоту командира корабля, а з іншого, що ціллю походу є справа науки, і стройовий уклад не може бути за таких умов самоціллю — опинився між двома вогнями. Можливо, зазначає історик Черкашин, лейтенант Коломойцев саме тому з гіркотою зазначав у своєму щоденнику, що Колчак «на будь-яку роботу, яка не має прямого відношення до судна, дивиться як на неминуче зло, і не тільки не бажає сприяти їй, а й ставиться до неї з якоюсь ворожістю». А ось Толль дедалі більше хвалив Колчака і зазначав: «Колчак не лише найкращий офіцер, але він також любовно відданий своїй гідрології… Наукова робота виконувалася їм із великою енергією, незважаючи на труднощі поєднати обов'язки морського офіцера з діяльністю вченого». Лейтенант Матісен при цьому дивився на барона Толля так само, як і командир шхуни Коломойцев, але не висловлювався із цього приводу вголос.
Норденшельду і Нансену свого часу вдавалося обминути мис Челюскін до зимівлі. Російська полярна експедиція барона Толля в 1900 році зустріла набагато більші перешкоди: у плані поширення льодів цей рік виявився вкрай несприятливим, і «Зорі» довелося йти впритул до зовсім необстежених берегів західного Таймиру, а тому до скрути з масами льоду додавалися труднощі, пов'язані з цілковитою відсутністю гідрографічних досліджень цієї місцевості. Толлю, на відміну від його попередників, не вдалося виконати свій план доплисти в першу ж навігацію до малодослідженої східної частини півострова Таймиру, що сплутало весь хід експедиції і спричинило зрештою її трагічне завершення. Російська експедиція потрапила в обставини, коли південно-західні вітри відганяли далеко в океан теплі води великих сибірських річок, причому з океану до сибірських берегів підходили багаторічні льоди. Аби не гаяти часу, Толль задумав дістатися сходу Таймиру через тундру, задля чого треба було перетнути мис Челюскін. Цей похід було призначено на весну 1901 року. Завдання ускладнювалося відсутністю розташованого на цьому шляху складу, а без нього дістатися східного берега на псах було неможливо. Склад вирішено було закласти, не чекаючи настання полярної ночі. У поїздку на двох важко навантажених нартах зібралися четверо: Толль із каюром Расторгуєвим та Колчак із кочегаром Носовим. Як пише Н. А. Черкашин, у ці виснажливі піші та санні походи барон Толль вирушав не лише аби збирати геологічні зразки, а й щоб не залишатися на шхуні в гостях у її командира Коломойцева.

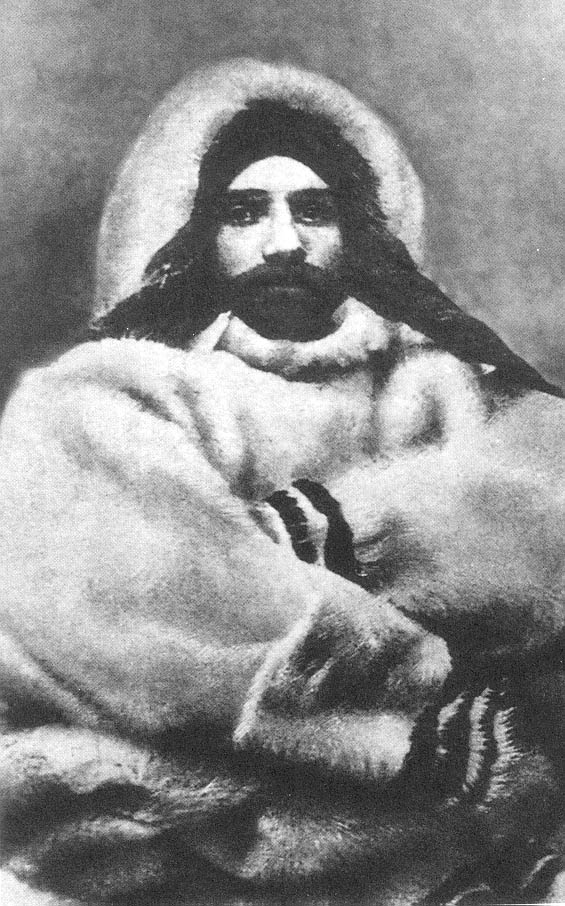
О. В. Колчак на зимівлі у Таймиру.
1900−1901 роки

10 жовтня, закріпивши на сани 864 кг вантажу, Толль із товаришами вирушили в першу подорож до затоки Гафнера. Їздоки рухалися лише вдень по 3−4 години на добу. Морози стояли міцні, нижчі за 30 градусів. У наметі було −20, ночували у спальних мішках.
15 жовтня Толль і Колчак дісталися до затоки Гафнера і біля високої скелі заклали склад із провізією для запланованого весняного походу звідси вглиб півострова. Перед самим від'їздом на базу Толль бачив куріпку та оленя, що рухався на південь. Припущення про те, що олень перебирається на зимівлю з якоїсь північнішої землі, надихнуло Толля, у якого з голови так і не виходила «Земля Санникова». Обстеження затоки Гафнера та східної частини півострова Таймир було пов'язане з серйозними труднощами і смертельним ризиком, але воно дало важливі наукові висліди. Колчаку, що вносив по дорозі астрономічні уточнення низки точок, вдалося внести суттєві уточнення й виправлення в стару мапу, зроблену за підсумками экспедиции Нансена 1893−1896 років. Дослідники на шляху до затоки виконали вичерпну маршрутну зйомку, уточнили справжні розміри і вигляд Таймирської губи — берегова смуга західного Таймиру на мапах набула зовсім інших обрисів. Полярники також описали острови і півострова Таймирської затоки, визначили координати півострова Короля Оскара. Толль записав:
|  | Судячи з часу перебування в дорозі, ми проїхали на схід 28 км. Таким чином, на мій неабиякий подив, виявилося, що ширину Таймирської затоки потрібно скоротити вдвічі в порівнянні з прийнятою Нансеном; отже, вона [затока] має форму фіорда. Оригінальний текст (рос.) Судя по времени пребывания в пути, мы проехали на восток 28 км. Таким образом, к моему немалому удивлению, оказалось, что ширину Таймырского залива нужно сократить вдвое по сравнению с принятой Нансеном; следовательно, он [залив] имеет форму фьорда. |

За 9 днів мандрівники повернулися на базу. Наступного дня від повернення Толля і Колчака почалася полярна ніч, тепер світало тільки на пару годин, не було видно ні сонця, ні тіней. Листопад та грудень 1901 року запам'яталися зимівникам постійною сильною пургою. 16 грудня в завірі заблукав Зіберґ, який вийшов з крижаного будиночка і не зміг знайти в умовах вітру, що дмухав зі швидкістю 12−14 м/с при −30 градусах, дорогу в сторожку. Астронома, що повністю втратив орієнтування, врятувало, що його крики почув лікар Вальтер і дав зі сторожки світло гасовим прожектором. Температура зовні снігової лабораторії зазвичай була нижчою за −30 градусів, в лабораторії підтримувався режим від −2 до +3 °C. У кают-компанії звичайною температурою стали +8 градусів.

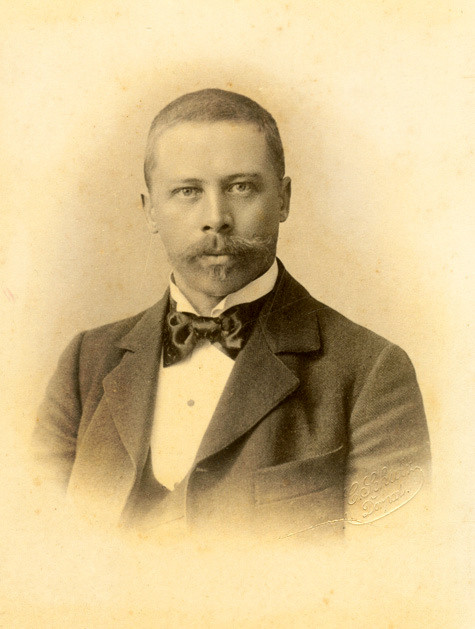
Лікар експедиції Г. Е. Вальтер

Більшість членів експедиції проводили час за читанням літератури про полярні станції. Іноді після вечірнього чаю в кают-компанії заводили новинку техніки, привезену Толлем із Ревеля, — фонограф, який відтворював романси. Старший машиніст Огрін розважав членів команди співом та грою на цитрі і гармоніці. Настале Різдво внесло пожвавлення в одноманітне життя полярників. У Хрещенський святвечір було відкрито скриньку з подарунками президента Імператорської академії наук з написом «Розкрити на Різдво 1901 р.», в якому було кілька пляшок рому, вина, коньяку, підписані пакети з різдвяними сувенірами для кожного з членів експедиції. У лютому 1901 року лейтенант Колчак зробив для всіх доповідь про Велику північну експедицію, а Біруля розповідав про природу країн, розташованих поблизу Південного полюса. Мисливці не розлучалися з надією вистежити дичину. Незважаючи на гарне забезпечення експедиції продовольством (але недостатньо багате невідомими ще на той час науці вітамінами), під час зимівлі у чотирьох осіб було виявлено ознаки цинги, однак оперативні заходи лікаря Вальтера допомогли перемогти недугу.
Непідзвітна влада начальника експедиції ледь не занапастила Коломойцева і якутського козака Расторгуєва, які невдовзі після свят почали приготування до походу для влаштування вугільного складу і доставки пошти до найближчого населеного пункту. Це завдання було лише приводом для списання з судна його командира. Справа в тому, що під час зимівлі у відносинах між Толлем і Коломойцевим виникли нові непорозуміння: командир судна заявив начальнику експедиції, що він має постійно мати у розпорядженні судна обох офіцерів, зажадавши скасування чергувань вчених по судну як такими, що суперечать Морському статуту. Статуту суперечило і те, що матроси замість звернення «Ваше Високоблагородіє» стали звати вчених просто на ім'я і по батькові. Це було важливо Толлю для згуртування колективу, що робить одну справу, проте Коломойцев примиритися з таким станом справ не міг, і його почуття ворожості до Толля зростало з кожним днем. Толль не міг підтримати присуд Коломойцева щодо скасування чергувань вчених по судну, бо це загрожувало виконанню завдань експедиції. Подальша спільна робота двох начальників стала неможливою. Три рази Толль посилав Коломойцева з Расторгуєвим у сильну завірюху і мороз, за браком провізії людям і псам, на пошуки гирла Таймири, а також у порт Діксон і Гольчиху, де були мешканці. Коломойцев і Расторгуєв, будучи людьми військовими, не наважувалися порушити наказ Толля. Вперше Коломойцев з Расторгуєвим вирушили в дорогу 21 січня, коли Толль вирішив відправити експедицію на материк задля влаштування там вугільних баз на острові Котельному та в бухті Діксона. Мандрівникам треба було пройти шлях у 550 кілометрів, які вони повинні були пройти маршрутом, колись прокладеним Лаптєвим і Міддендорфом, — дістатися до гирла Таймири, потім йти вгору за течією через Таймирське озеро, річками Россохою та Блудною на Хатангу і далі до Дудінки до станка Рибне.
Через необачність — забувши примусну голку, відсутність якої позбавляла мандрівників гарячої їжі у дорозі і, відповідно, можливості продовжувати шлях — 8 лютого походники, не знайшовши гирла Таймири, повернулися на шхуну. За розповідю Бегічева, Толль, дізнавшись, що повернувся Коломойцев, був дуже незадоволений цією подією і одразу пішов до себе в каюту. Друге відправлення, на думку Ю. В. Чайковського, була вже схожа на злочин: Толль цього разу точно знав, що колишня мапа невірна, і все одно свідомо посилав людей у нікуди. Перечекавши завірюху, знову рушили в дорогу 20 лютого, але повернулися, на невдоволення Толля, вже 18 березня. Мандрівники ледь не загинули від нестачі їжі й собачого корму, оскільки річки Таймири, вздовж русла якої вони мали рухатися, не виявилося в тому місці, де її накреслили на мапі. 5 квітня, відсвяткувавши Великдень на «Зорі», Коломойцев і Расторгуєв виступили втретє, цього разу шляхом довшим, але який Коломойцев вважав надійнішим, — на захід, до Гольчихи — незважаючи на невдоволення зміною маршруту з боку Толля. Расторгуєв обіцяв начальнику експедиції влітку приєднатися до партії Воллосовича, після чого повернутися на «Зорю».

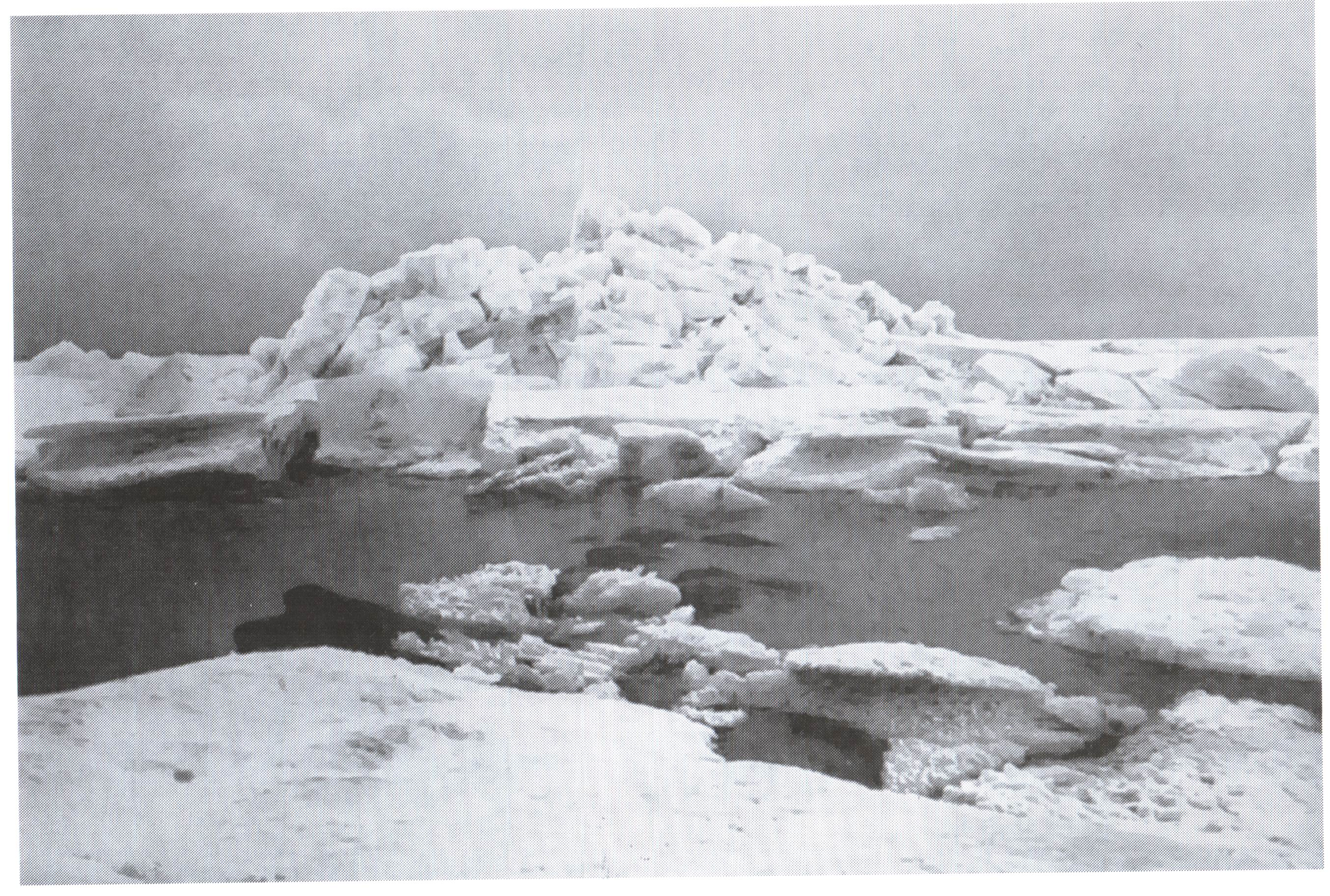
Літня стамуха біля берегів Харитона Лаптєва (Західний Таймир). 1900 р.
Термін «стамуха» введено у науковий обіг О. В. Колчаком.

Згодом ця обіцянка залишиться невиконаною: Расторгуєв вирушив натомість в іншу експедицію — з американцями. «Невже мені доведеться надсилати пошту ще вчетверте?» — запитував Толль у своєму щоденнику. Однак Коломойцев більше не повернувся — з третьої спроби, пройшовши 768 верст за 40 діб, він і Расторгуєв досягли Дудінки та прибули 14 травня 1901 року до Гольчихи. Коломойцев мав рацію, а Толль помилявся щодо вибору оптимального маршруту: Коломойцев за своїм маршрутом рухався із середньодобовою швидкістю 19 км на добу, тоді як у перших двох походах маршрутом Толля виходило проходити лише від 3 до 8 км на добу. Через 18 років, 1919 року, норвежці з експедиції Амундсена не змогли повторити те, що зміг зробити Коломойцев. Ця його поїздка мала велике значення і з суто дослідницької точки зору: дорогою велася маршрутна зйомка, що дозволила суттєво виправити мапу Таймирського півострова. До мису Стерлегова Коломойцева проводжали Бялиницький-Біруля і Стрижов, які виконали близько 500 км маршрутної зйомки, визначили 9 астрономічних пунктів і повернулися через 2 місяці на базу з багатим науковим матеріалом, зібравши велику колекцію хребетних. Спостереження Бірулі за життям білих ведмедів і полярних птахів увійшли до його рукопису геоморфологічного характеру та були представлені Полярній комісії Імператорської Академії наук. Устя Таймири Коломойцев у темряві полярної ночі не знайшов, однак у цьому поході їм було відкрито іншу річку, названу його ім'ям.
Окрім серйозного ризику для життя Коломойцева і Расторгуєва, конфлікт між начальником експедиції та командиром судна, на думку Ю. В. Чайковського, занапастив самого Е. В. Толля. Начальник експедиції поставив перед Коломойцевим завдання, яке раніше ніким не ставилося, протягом 2 літніх сезонів спорудити 2 вугільні склади: в гирлі Єнісея та на Котельному. Коломойцев пропонував почати з Котельного, обґрунтовуючи це тим, що без цього складу «Зоря» не могла повернутися на Діксон після виявлення Землі Санникова. Однак Толль, який бажав позбавити себе зустрічі з Коломойцевим на Котельному, наполягав почати з Діксона в гирлі Єнісея, чим, як пише Чайковський, і занапастив експедицію, оскільки на 2 склади фінансування в Академії наук не знайшлося. Організований же за розпорядженням Толля склад у Діксона так і залишився незатребуваним. У відповідь на прохання Толля з приводу другого вугільного складу Академія запропонувала йому скоротити коло робіт, але Толль вважав за краще просто покинути «Зорю»: «Толль не хотів більше плавати на судні, або просто хотів його позбутися» — цей «крик душі» командира судна лейтенанта Матісена був отриманий з архіву П. В. Віттенбургом — а в офіційних звітах Академії наук все йшло більш-менш гладко, і у своєму донесенні президенту Академії наук Толль так пояснював від'їзд Коломойцева:
|  | Вдале влаштування цих станцій залежить від старанності тієї особи, наскільки можна моряка, якій буде дано це доручення, оскільки письмові замовлення, відправлені звідси на гирлі Єнісея в Дудіно й у м. Якутськ, навряд чи досягли мети. Я не знаю придатнішої для виконання цього завдання особи, як лейтенант Коломойцев. Він дуже підхожа особа, між іншим і тому, що він особисто знайомий із місцевими умовами на Єнісеї. Оригінальний текст (рос.) Удачная организация этих станций зависит от исполнительности того лица, по возможности моряка, которому будет дано это поручение, так как письменные заказы, отправленные отсюда на устье Енисея в Дудино и в г. Якутск, едва ли достигли бы цели. Я не знаю более подходящего для выполнения этой задачи лица, как лейтенант Коломойцев. Он весьма подходящее лицо, между прочим и потому, что он лично знаком с местными условиями на Енисее. |

Наприкінці осені зимівники зустріли на одному з островів табун оленів. Толль пам'ятав і про того оленя з куріпкою, яких вони з Колчаком бачили біля затоки Гафнера. Питання, чому олені не відкочували на південь, імовірним вирішенням якого було припущення, що вони якраз і перебираються з північнішого краю, не давав спокою керівнику експедиції. До того ж у книзі Норденшельда «Плавання на „Везі“» він зазначив разюче зауваження про те, що біля мису Челюскін були помічені цілі зграї птахів, що летіли на південь з якогось невідомого північного краю.

#### Невідкрита Земля Імператора Миколи II
23 лютого 1901 року лейтенант Матісен та каюр Стрижов були відправлені у поїздку для розвідки північних земель. Ця група перетнула архіпелаг Норденшельда з півдня на північ і, дійшовши до 77-го градуса, повернула на захід, а потім пішла назад, тому що став закінчуватися запас собачого корму, що витрачається надміру охочим якнайшвидше повернутися на базу каюром. Матісен був дуже близький до відкриття острова Цесаревича Олексія, потрібно було лише пройти 150 кілометрів на північний схід від найпівнічнішої точки його подорожі. А за 225 кілометрів на північ від цієї точки чекала на свого відкривача земля, сьогодні відома під назвою «Північна Земля».
Толль був незадоволений діями Матісена, і через кілька днів його відправили в нову подорож. Його напарником цього разу був Носов. Матісен в підсумку поїздки відзначив на карті два нових острівці архіпелагу Норденшельда і, зустрівши на шляху тороси, знову повернув назад. Якби замість Матісена в ці експедиції ходили такі завзяті й наполегливі люди, як Толль і Колчак, висліди могли б бути кардинально іншими. Незважаючи на свої спостереження за тваринами, Толль не став змінювати плани і наполегливо розшукувати землю на північ від архіпелагу Норденшельда — погнавшись за примарою Землі Санникова, експедиція Толля 1901 року не використала дійсний шанс зробити справжнє велике географічне відкриття.
4 березня, у день народження Толля, Колчак, вітаючи керівника експедиції, сказав тост, у якому хотів зустріти наступне день народження на Землі Санникова.

У телеграмі Е. Толля, відправленій у квітні 1901 року на ім'я князя Романова Костянтина Костянтиновича, було написано: 
«Зоря» пройшла все Карське море до Таймирської протоки, де 13 вересня бар'єр незламного льоду та настання зими змусили мене — 76° 8′ — 95° 6′ — стати на зимівлю на захищеному рейді поблизу гаваней Актинії й Арчера; під час вимушених станом льоду зупинок Таймирським узбережжям відкрито й досліджено кілька бухт та заток, видобуто під час плавання багато наукового матеріалу із зоології і гідрології. Зимова ніч пройшла благополучно; на магнітно-метеорологічній станції проводилися щогодинні та інші спостереження. У жовтні влаштував у фіорді Гафнера депо, куди, як до вихідного пункту, вирушаю днями з лейтенантом Колчаком для дослідження півострова Челюскіна. Іншою санною поїздкою лейтенанта Матісена у березні місяці досліджено острови, що лежать на північ від місця зимівлі; лейтенанта Коломойцева відправив до гирла Єнісея на Дудіно з дорученням влаштувати вугільні станції. Командиром «Зорі» призначив лейтенанта Матісена. Подробиці у рапорті. Усі члени експедиції здорові. Між командою з'явилися після зимової ночі випадки легкого захворювання на цингу, всі вже здорові, крім одного, який ще одужує; всі в доброму дусі.
Оригінальний текст (рос.)
«Заря» прошла все Карское море до Таймырского пролива, где 13 сентября барьер несломанного льда и наступление зимы заставили меня — 76° 8′ — 95° 6′ — стать на зимовку на защищенном рейде вблизи гаваней Актинии и Арчера; во время вынужденных состоянием льда остановок по Таймырскому побережью открыто и исследовано несколько бухт и заливов, добыто во время плавания много научного материала по зоологии и гидрологии. Зимняя ночь прошла благополучно; на магнитно-метеорологической станции производились ежечасные и другие наблюдения. В октябре устроил во фьорде Гафнера депо, куда, как к исходному пункту, отправляюсь на днях с лейтенантом Колчаком для исследования полуострова Челюскина. Другой санной поездкой лейтенанта Матисена в марте месяце исследованы острова, лежащие к северу от места зимовки; лейтенанта Коломойцева отправил к устью Енисея на Дудино с поручением устроить угольные станции. Командиром «Зари» назначил лейтенанта Матисена. Подробности в рапорте. Все члены экспедиции здоровы. Между командой явились после зимней ночи случаи легкого заболевания цингою, все уже здоровы, кроме одного, который ещё поправляется; все в добром духе".

#### Експедиція до мису Челюскін
Наступної поїздки 6 квітня на мис Челюскін для зйомок Таймирського півострова поїхали на санях Толль і Колчак. У перші дні у санному поході разом із вченими брали участь матроси Носов і Железніков: перший був каюром у Толля, другийй — у Колчака. Через нестачу псів усі четверо дослідників часто самі впрягалися в собачі упряжки, в решту часу матроси йшли праворуч від нарт, вчені — ліворуч.

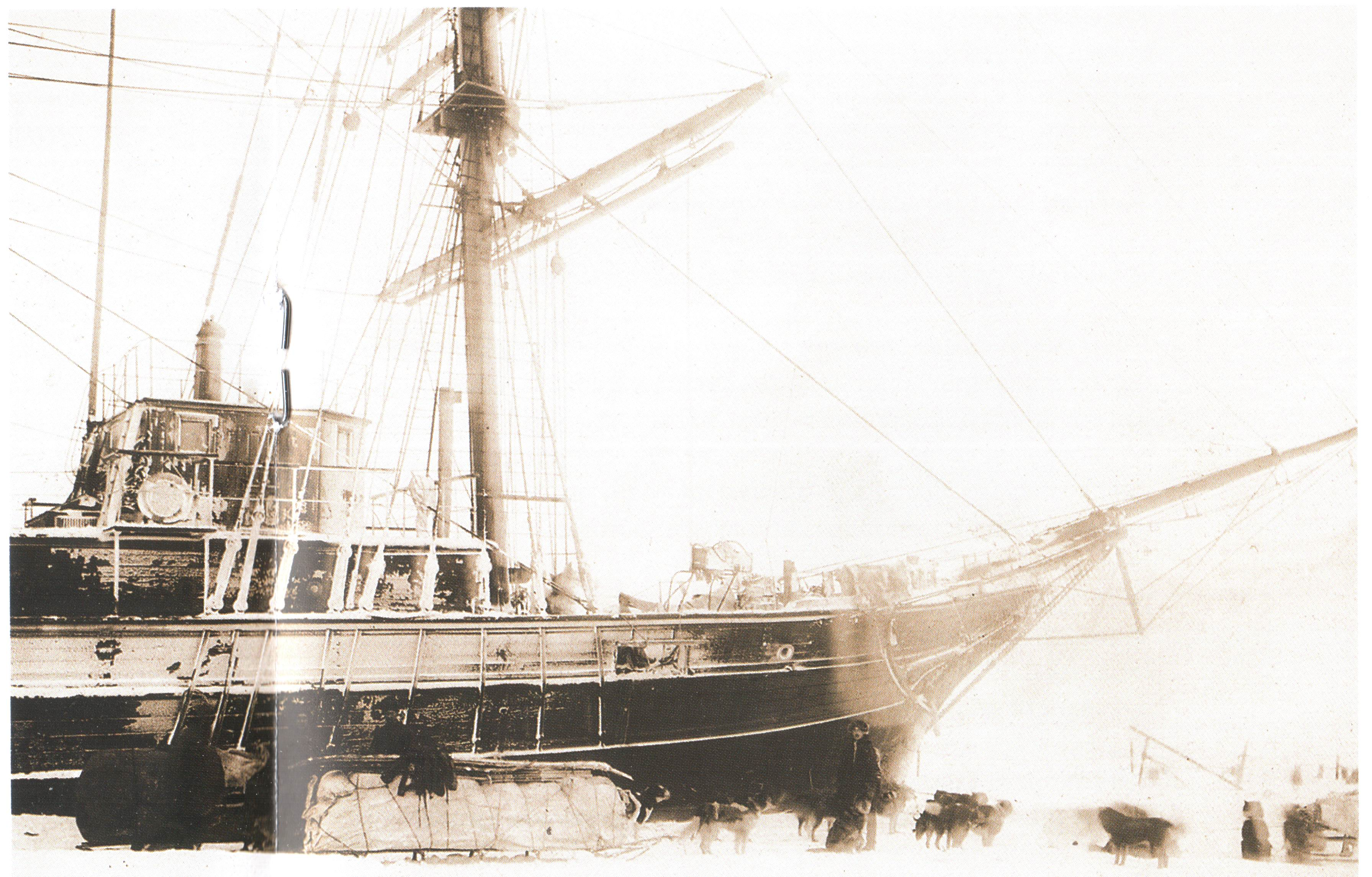
Е. В. Толль і О. В. Колчак вирушають у поїздку до Східного Таймиру. 1900 р.

Через кілька днів каюрів відправили назад на «Зорю» з одними нартами і, залишивши при собі консерви та інший харч із розрахунку на 30 днів, значну частину продовольства та 48 кг собачого корму закопали з підвітряного боку гранітного валуна на південному березі перед звуженням Таймирської затоки. Поруч із каменем поблизу продовольчого складу було встромлено в сніг лижну палицю. Протягом свого 500-кілометрового шляху вчені провели топографічну зйомку місцевості, уточнили обриси берегів, описаних ще помічником Х. Лаптєва штурманом Челюскіним. Колчак на кожній стоянці проводив магнітні спостереження, але на 10-й день походу для полегшення нарт довелося залишити та закопати разом із зайвими речами у сніговий укіс на березі моря інклінатор. Дійшовши 18 квітня до місця поблизу затоки Гафнера, де восени ними було влаштовано продовольче депо, Толль і Колчак заледве впізнали це місце: прямо над цим місцем, поряд зі скелею, було намітено кучугуру заввишки 8 метрів. Склад почав розкопувати Колчак, за словами Толля, який перебував у стані «трудового екстазу», тоді як керівник експедиції полював куропаток; потім за лопату взявся й барон. Колчак і Толль витратили на розкопки складу цілий тиждень, проте сніг злежався і став знизу твердим. Розкопки довелося кинути і спробувати виконати хоч якісь дослідження, проте від плану дійти до мису Челюскіна через відсутність доступу до складу вже довелося відмовитися. Колчак як географ хотів рушити узбережжям і зробити його зйомку. Толль був геологом і хотів йти вглиб тундри півострова для проведення геологічних досліджень. Вихований на військовій дисципліні Колчак не оспорював рішення начальника експедиції, і наступні 4 дні дослідники рухалися півостровом. Вирішено було йти до мису Інклінаторного, де залишили невеликі запаси продовольства; знайти вдалося 8 банок пеммікану, 25 банок гороху, сало та сушену рибу для псів. 1 травня Толль зробив 11-годинний марш-кидок на лижах. По дорозі назад закінчувався поживок, пси вибивалися з сил. Толль звернув увагу, що Колчак у ці дні сильно послабшав. Неймовірно втомився і сам Толль. Колчак, який не звертав раніше під час зимівлі на собак взагалі ніякої уваги та хапав розшалених цуценят за абищо — голову, лапу — і жбурляв їх за двері, тепер перейнявся повагою до псів й одного з хворих навіть хотів довезти з собою до бази. Толль з Колчаком часто впрягалися в нарти самі і тягли лямку нарівні зі втомленими псами, що не бажали вже рухатися без допомоги людей. У день проходили близько 20 км, проте до початку травня пси настільки втомилися, що вже не могли проходити на добу більше 12 км. Пси стали дуже часто мерти з голоду; Колчак, що прив'язався до собаки на прізвисько Печать, запропонував не пристрілювати її, а довезти до «Зорі» напівживу на нартах, на яких вже лежала прив'язана зверху Лєска. Змучені і голодні вчені не здавалися та продовжували проводити топографічну зйомку, наносити висоти, робити геодезичні прив'язки. Толль зазначив, що Колчак виглядав бадьорішим за нього самого — тренованого полярника. Втомившись, він уже готовий був ночувати де завгодно, але Колчаку завжди вдавалося наполягти на тому, щоб знайти придатне місце для ночівлі, хоча для цього доводилося ще йти і йти. Якось цілу добу мандрівникам довелося просидіти в наметі — сніговий буран не дозволяв навіть ненадовго його покинути. 9 травня Толль записав у своєму щоденнику, що прокорму для псів залишилося на 3 дні, а для людей — на 5–6 днів. Одного дня зробив також запис про «скромні підсумки» і взагалі доцільність всього походу:
|  | Постає питання, якими будуть результати всіх пережитих труднощів і неймовірних поневірянь? Поки зроблено лише зйомку узбережжя на невеликому протязі на північний схід, причому встановлено, що… Таймирська бухта в жодному разі не фіордоподібна. Далі, кинуто побіжний погляд у глиб півострова, на прихований туманами пустельний ландшафт. Про геологію цих місць не вдалося скласти собі ясного уявлення. І ця малість коштувала нам повних поневірянь понад 40 днів важкої праці та життя кількох собак! Вчора після довгого часу я бачив маленьку зграйку з п'яти-шести пуночок, що пролітала за два кілометри звідси вглиб країни. В усьому іншому все мертве. Оригінальний текст (рос.) Спрашивается, каковы будут результаты всех пережитых трудностей и неимоверных лишений? Пока произведена только съёмка побережья на небольшом протяжении к северо-востоку, причём установлено, что… Таймырская бухта ни в коем случае не фиордообразная. Далее, брошен беглый взгляд в глубь полуострова, на скрытый туманами пустынный ландшафт. О геологии этих мест не удалось составить себе ясного представления. И это немногое стоило нам полных лишений более 40 дней тяжелейшей работы и жизни нескольких собак! Вчера после долгого времени я видел маленькую стайку из пяти-шести пуночек, пролетавшую в двух километрах отсюда вглубь страны. В остальном всё мёртво. |

17 травня мандрівники досягли мису Міддендорфа і рушили до Таймирської протоки. Однак Толль і Колчак через туман примудрилися не помітити і проскочити свій склад. Зрозуміли це Толль з Колчаком, лише відійшовши від нього на цілих 5 км. До «Зорі» залишалося при цьому йти ще 35 км. Вирішили не вертатися. Останні 10 км були найважчими — замість їжі викурювали по трубці. 18 травня о 7 годині ранку мандрівники таки дотягли до бази. Поїздка Толля і Колчака закінчилася через 41 день після їхнього виходу з бази.

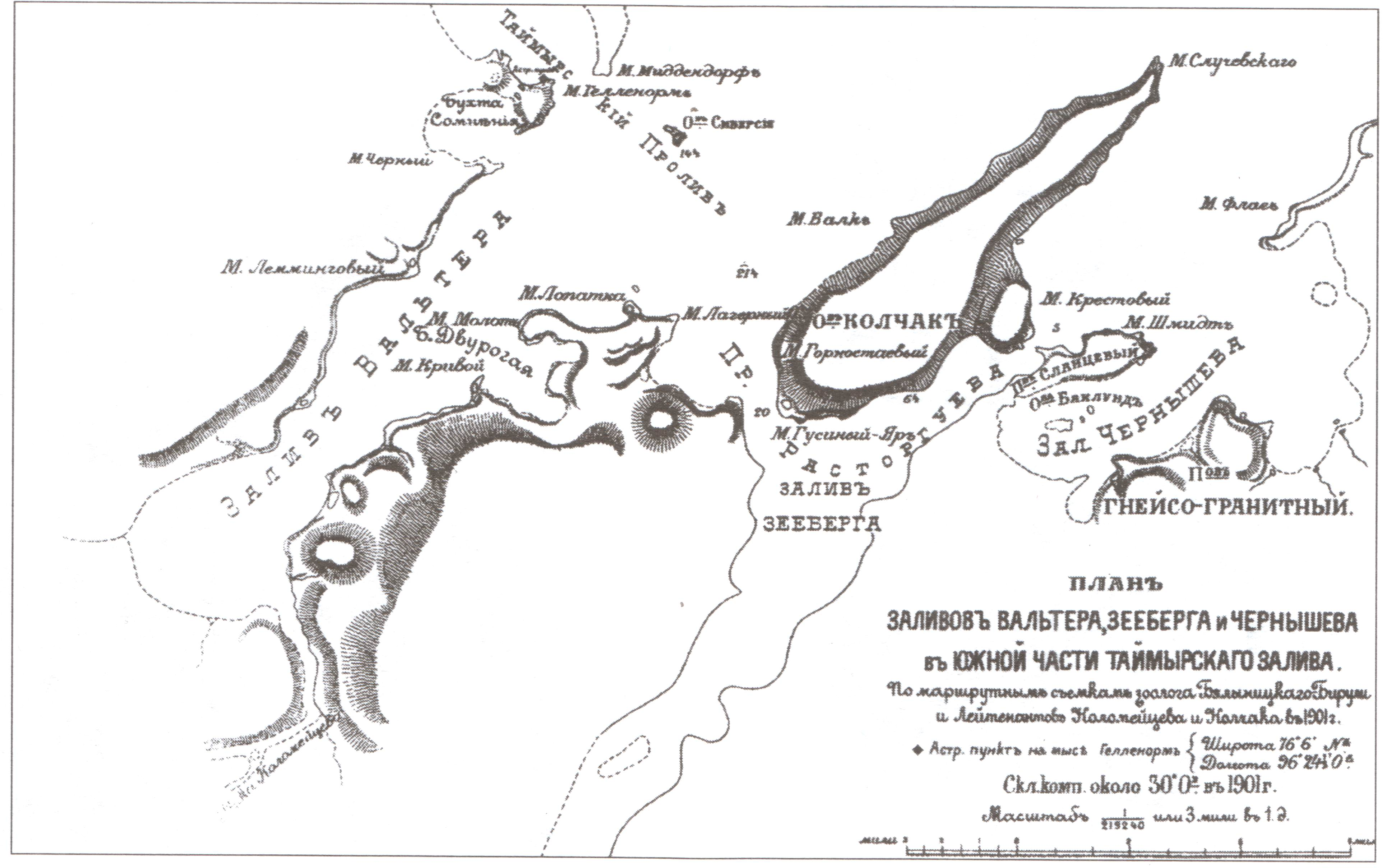
Острів Колчака. На північному краю відзначено мис, названий лейтенантом Колчаком на честь свого друга поета К. К. Случевського

Довго потім Колчак і Толль відсипалися в теплі та відігрівалися чаєм з мадерою з особистих запасів барона, який після виснажливого походу приходив до тями цілих 20 днів. Прийшовши до тями, вчені зайнялися науковими звітами, тим паче що після обстеження східної частини Таймиру вони обидва переконалися в тому, що відповідний картографічний матеріал потребує суттєвого коригування. Колчак, бачачи на власні очі невідповідність старих географічних мап дійсності, зробив висновок, що помилка на картах корениться у визначенні широти гирла річки Таймири, яка була вихідним пунктом Великої Північної експедиції, яка описувала береги ще 1734–1742 років. XVIII століття було встановлено широту гирла річки 75°36’ пн. ш., а бухта, яку досліджували Толль і Колчак, перебувала на 76°17’ пн. ш. — різниця становила близько 1°, або понад 76 км.
За підсумками походу вченими була також уточнена отримана від Нансена мапа-малюнок околиць півострова Таймир, виконана норвежцями під час плавання «Фрама».
Склавши начерк майбутньої Карти Таймирської протоки з частиною Берега Лейтенанта Харитона Лаптєва, Колчак вже 29 травня з доктором Вальтером і Стрижовим вирушив у поїздку до складу, який вони з Толлем проскочили по дорозі назад. Після повернення зі складу Колчак зробив докладну зйомку рейду «Зорі», а Біруля — іншої частини берегової смуги. Колчак «не лише найкращий офіцер, але він також любовно відданий своїй гідрології»,— відзначав Толль. 1901 року «за ґрунтовне обстеження географічних об'єктів та морських вод у районі Карського моря»,на подяку за спільно перенесені тяготи і ризик він увічнив ім'я О. В. Колчака, назвавши його ім'ям один із відкритих експедицією островів у Таймирській затоці між 66–68° сх. д. у Таймирській затоці, описаний та покладений гідрографом власноруч на карту, а також виступ суші (мис) на півострові Таймир.

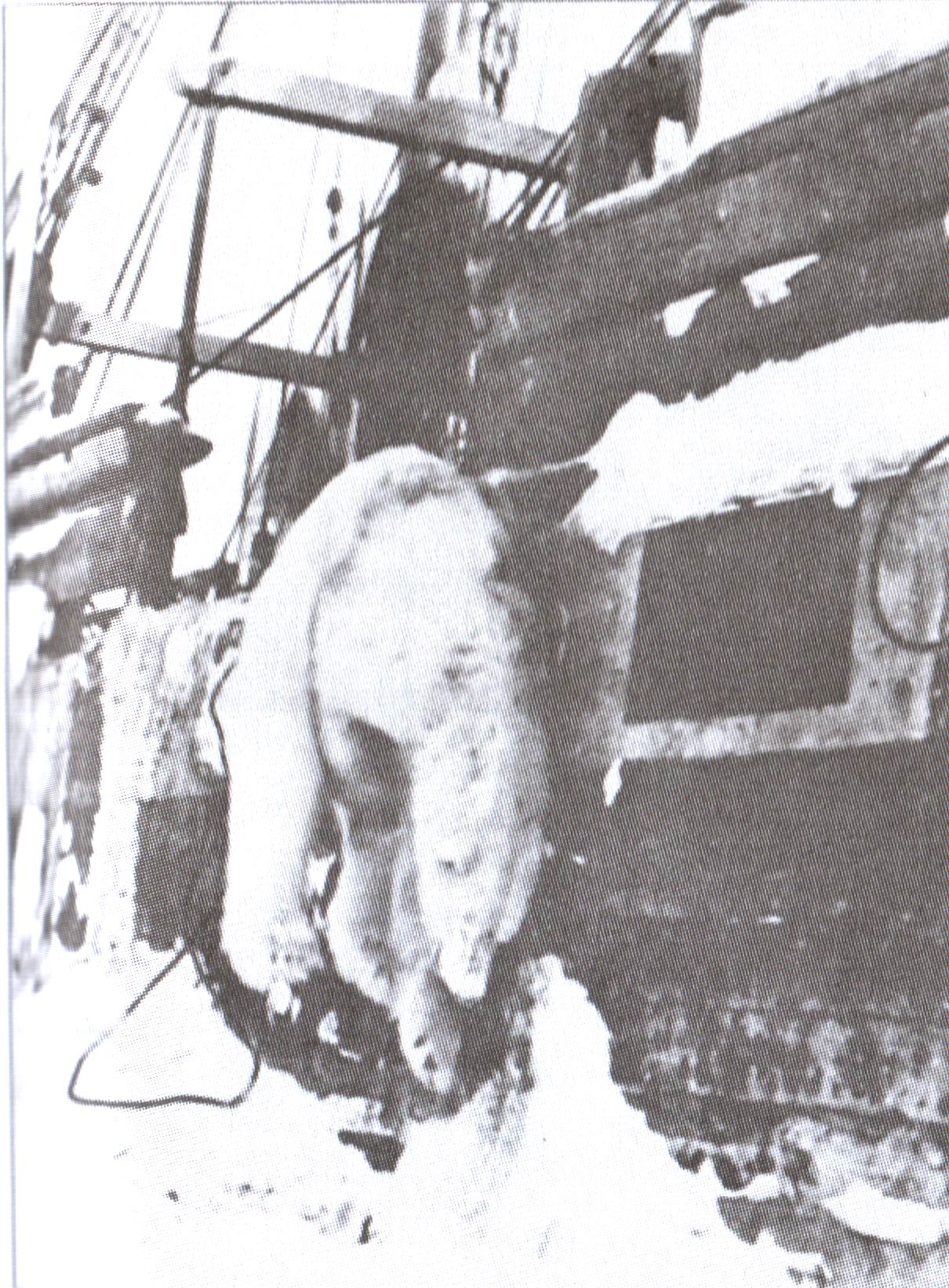
Полярний трофей

При цьому вельми задоволений цією нагородою лейтенант Колчак власноручно наніс «свій» острів на мапу, назвавши його північний край на честь свого друга-поета мисом Случевського. Під час своїх полярних походів він назвав інший острів у Карському морі в архіпелазі Норденшельда в групі островів Літке на 76°30′ пн. ш. 95°27′ сх. д. / 76.50° пн. ш. 95.45° сх. д., а також південно-східний мис острова Беннетта ім'ям своєї нареченої — Софії Федорівни Омірової, яка чекала його в столиці (мис Софії зберіг свою назву понині та перейменувань за радянських часів «з очевидного недогляду влади» не зазнав). Цей острів було подаровано дружині О. В. Колчака Російським географічним товариством 1906 року, коли весь Петербург вшановував Колчака.
Наступна пригода Бірулі та Колчака на цій зимівлі могла закінчитися сумно. Вони з двома матросами вирішили спустити драгу в тріщину в льоду. Раптом з'явилася біла ведмедиця з ведмедиком. Тільки пес, що випадково ув'язався за людьми, зміг налякати ведмедів і змусити їх пірнути в тріщину. Близько 30 хвилин пес гавкав, не випускаючи ведмедів із води; ведмедиця схопила його і потягла під лід, але він зміг виринути назад і продовжував гавкати, поки не приспіли матроси, що бігали за рушницями на базу.
Дуже вдалою виявилася поїздка Колчака з каюром Єгором Чікачовим на полювання для поповнення запасів продовольства: його здобиччю стали 5½ оленячих туш, доставлених на базу. До кінця зимівлі лейтенант Колчак здійснить також подорожі до затоки Актінія, на гору Негрі, острів Таймир.

#### У пошуках Таймири
Тим часом крига почали підтаювати, і «Зоря» вивільнилася з льодового полону. Поки вихід із бухти був досі закритий, Толль вирішив розв'язати загадку з невиявленим при пошуку по карті гирлом річки Таймири. На початку серпня Толль у супроводі Зіберґа та кількох матросів вирушили у похід на каяку. Ця екскурсія тривала більше місяця. Толль виявив гирло за 100 кілометрів на північ щодо зазначеного на карті. У цю поїздку вдалося розкопати склад на затоці Гафнера, забравши звідти частину провіанту. Наступними відвідувачами цього складу Толля і Колчака стали радянські полярники, які знайшли його через 73 роки. 1974 року на Таймирський півострів було споряджено науково-дослідну експедицію Мінхарчпрому СРСР і «Комсомольської правди». Один із загонів експедиції за керівництвом Ю. І. Хмелевського цілеспрямовано шукав склад Толля і Колчака на мисі Депо, і йому вдалося це зробити. Члени експедиції привезли на дослідження у Москву кубічний бляшаний ящик, піднятий з вічної мерзлоти, в якому виявилося 6 кг вівсяної каші. Проведені дослідження показали, що, незважаючи на вік у 73 роки, крупа відмінно збереглася. До знахідки на Таймирі виявили велике зацікавлення харчовики і фахівці з тривалого зберігання продуктів. Частково продукти, виготовлені 1900 року, було вивезено зі складу експедиції Толля, частково залишені для подальшого зберігання до 1980, 2000 та 2050 років. Продовжуючи експеримент, мимоволі розпочатий Толлем, частину складу залишили на безстрокове зберігання. Для цілей експерименту до продуктів початку XX століття на глибину 1,5 метра було закладено і зразки продуктів, виготовлених 1974 року в СРСР..
10 серпня Толль повернувся на «Зорю», а вже через 2 дні почався рух криги, і шхуну понесло з бухти у відкрите море. Запізнися Толль на 2 дні, і йому довелося б залишитися на березі.

### Друга навігація
|  |

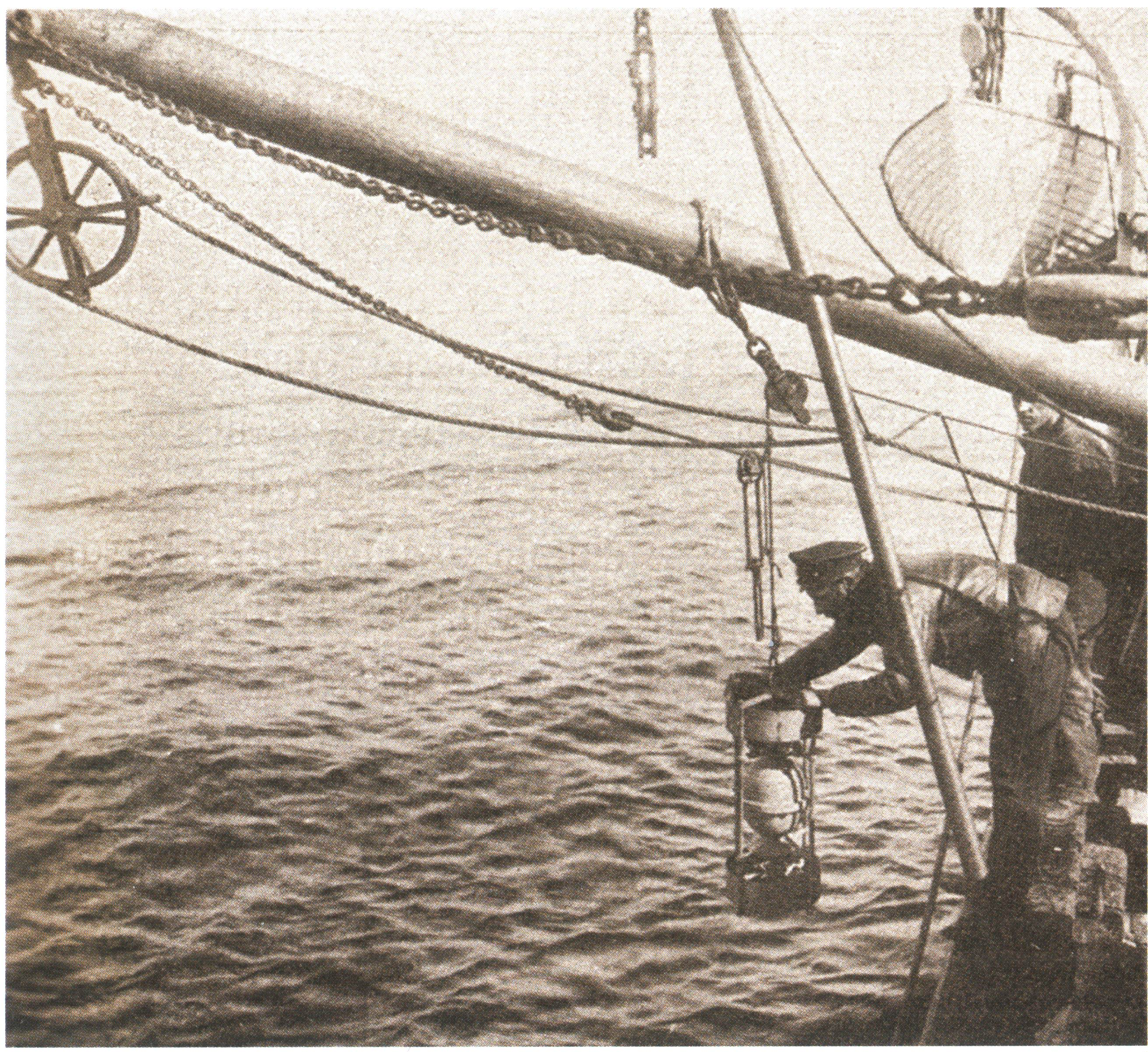
Гідрограф О. В. Колчак бере пробу води на гідрохімічний аналіз батометром Тимченка. 1901 р.

На «Зорі» з початком руху льодів негайно було розлучено пару, проте відійти від острова Нансена льодова обстановка дала можливість лише 17 серпня. 19 серпня «Зоря» перетнула довготу мису Челюскін. На честь цієї події було піднято кормовий прапор і вимпел з Андріївським хрестом та літерою «К» під царською короною, особистий вимпел президента Академії наук великого князя Костянтина Костянтиновича. Лейтенант Колчак, взявши із собою прилад для визначення широти і довготи, стрибнув у байдарку. За ним пішов і Толль, човен з яким ледь не перевернув морж, що несподівано виринув. На березі Колчак зробив виміри, було зроблено групову світлину на тлі спорудженого великого гурію. Цю штучну гірку на північно-західному краю мису Челюскіна розібрав 1918 року Амундсен, а 1972 року його відновили під керівництвом радянського гідрографа В. О. Троїцького. Колчак і Зіберґ тут провели всі астрономічні, магнітні, гідрологічні дослідження, оглянули кілька стамух, вивчили крижаний покрив біля берега. Опівдні десант повернувся на судно і, давши салют на честь С. І. Челюскіна, мандрівники вирушили у плавання. Зробивши розрахунки, вони також визначили широту і довготу мису — він виявився трохи східнішим від справжнього мису Челюскін. Новий мис назвали ім'ям «Зорі». Свого часу так само промахнувся і Норденшельд: так з'явився на картах мис «Веги» на захід від мису Челюскін. А «Зоря» тепер стала четвертим судном після «Веги» з її допоміжним кораблем «Ліна» та «Фрама» Нансена, що обігнуло північну точку Євразії.
З виходом у море та відходом Коломойцева тепер усі вахти випадали тільки на долю двох людей: Матісена та Колчака, обом доводилося нелегко. Колчак навіть був змушений суттєво скоротити наукову працю «до найнеобхідніших і вкрай вузьких розмірів». З усім тим він проводив за час плавання весь комплекс гідрологічних і гідрохімічних аналізів, про які доповів у своїх звітах.
Пройшовши мис Челюскін, «Зоря» вийшла у незвідані води, де ще ніхто не плавав: шляхи експедицій Норденшельда та Нансена проходили набагато південніше. За розпорядженням Толля шхуна взяла курс безпосередньо до передбачуваного місця знаходження Землі Санникова. Толль пообіцяв премію першому, хто її побачить.
Приблизно на широті 77°20’ — біля острова Котельний — полярникам перегородили шлях суцільні льоди. Оскільки видимість була нульовою і пошуки «Землі Саннікова» за таких умов втрачали сенс, Толль розпорядився рухатися до острову Беннетта, де він хотів зазимувати для того, щоб наступного року вирушити до шуканої Землі.
У ніч на 29 серпня трапився рідкісної сили шторм, судно лягало на борт, хвиля накривала шканці, пси борсалися в крижаній солоній воді. У кают-компанії з гуркотом перекинувся величезний дубовий стіл. Стояв на вахті і керував «Зорею» в цей час лейтенант Колчак; повернувшись із вахти, він не зміг навіть напитися чаю. Після шторму все застелив туман. Земля Санникова ніде не з'являлася. Вдень 30 серпня мореплавці підійшли до краю суцільної криги. Коли пелена туману впала перед поглядами членів експедиції постала стіна скелястого мису Емми. Над ним височів величезний білий льодовик. Це був острів Беннетта, який ніхто б і не побачив, якби раптово не розвіявся туман. «Тепер цілком зрозуміло, що можна було 10 разів пройти повз Землю Санникова, не помітивши її», — записав увечері Толль у своєму щоденнику. Острів був оточений поясом льоду до 12 миль завширшки та близько 4 метрів завтовшки, тому «Зоря» не змогла підійти до берега. Простоявши 2 доби в очікуванні зміни льодової обстановки, порадившись з Колчаком і Матісеном, Толль вирішив повертатися до острова Котельний, збираючись на шляху ще раз спробувати проникнути далеко на північ від Новосибірських островів. Під час останньої нічної стоянки на шхуну почав наповзати лід, з якого важко вдалося вибратися і повернути до Котельного. Дійти цього разу полярникам удалося до точки з координатами 77°19′ пн. ш. 142°10′ сх. д. / 77.32° пн. ш. 142.17° сх. д., але жодних ознак землі не спостерігалося — далі стояли непрохідні льоди, покриті туманом.

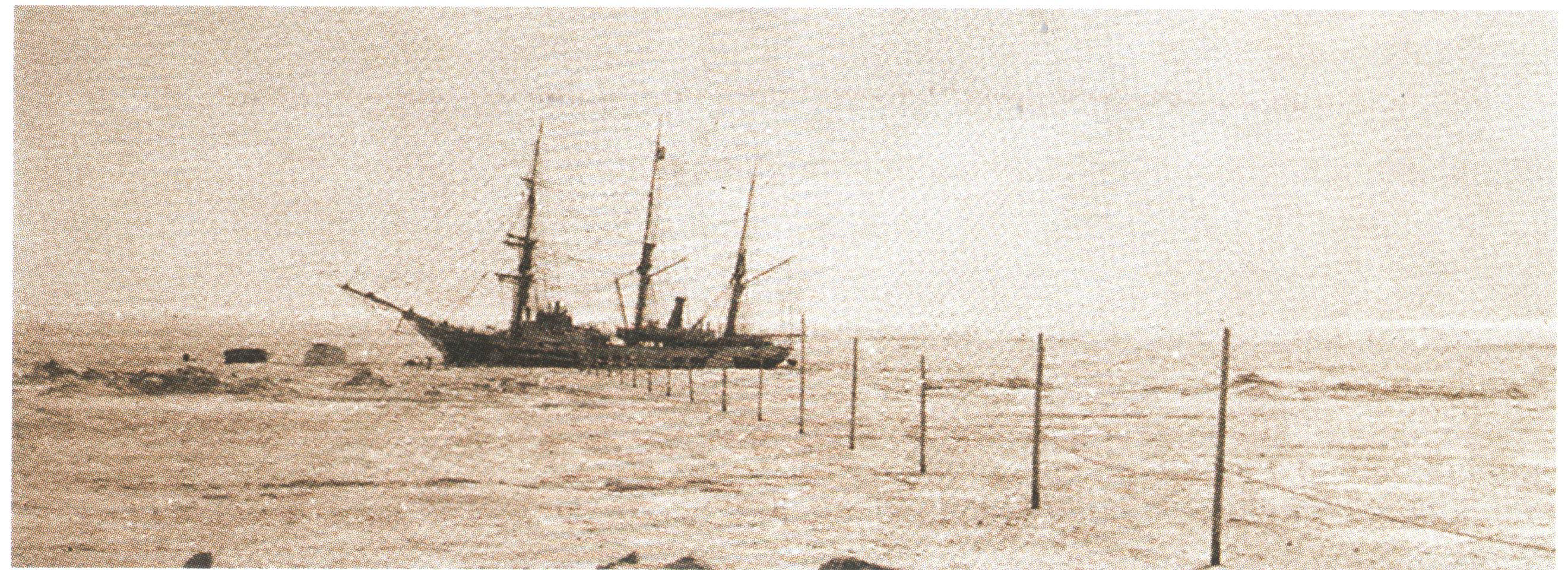
Яхта «Зоря» у лагуні Нерпалах, 1 грудня 1901 р.

3 вересня шхуна увійшла до Нерпичської бухти біля західного берега Котельного і спробувала пробитися до місця стоянки в маленькій гавані в лагуні Нерпалах, захищеної мілиною від льодів. На березі мандрівники розглянули маленький будиночок з плоту і К. А. Воллосовича, який зустрічав їх. Заважала сильна течія, вітер, крига. Кілька разів сідали на мілину. Колчак спробував закріпити завізний якір на косі; ще трохи, і ця спроба могла закінчитися втратою вельбота серед льодів. Врятувало вельбот миттєво ухвалене молодим офіцером рішення перерубати канат і викинути важкий якір у воду (пізніше Колчак розшукав на дні цей якір і повернув його на корабель). 5 вересня «Зоря» нарешті прорвалася в гавань і відразу стала на якір для ремонту машини і помпи, в якій почала закипати вода від солі, що накопичилася на стінках. На борт корабля переправився Воллосович, а також двоє учасників його експедиції, один з котрих багато років до цього супроводжував Бунґе. З'явилися на шхуні і Ціонглінський з Бруснєвим. 10 вересня повіяв північно-східний вітер, по воді пішли дрібні крижини.

### Допоміжна геологічна експедиція К.А.Воллосовича

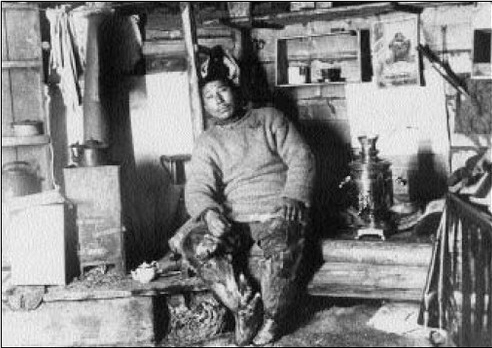
Микола Куртах у юрті Воллосовича. Котельний, Новосибірські о-ви

Допоміжна партія, начальником якої Толль призначив геолога, кандидата природничих наук К. А. Воллосовича, мала завдання вивчення четвертинних відкладень та влаштування низки продовольчих складів на Новосибірських островах на маршруті прямування Російської полярної експедиції на південь у разі втрати судна.
2 лютого 1901 року Воллосович приїхав до Усть-Янска і 28 березня виїхав звідти на Новосибірські острови з санною групою у складі 11 осіб при 5 нартах, запряжених 14 псами кожна, і при 20 оленях. До складу партії входили засланець-природник Ціонглінський, засланий технолог Бруснєв, каюри-промисловики. На Новосибірських островах керівник допоміжної експедиції розпочав роботу зі створення продовольчих баз-депо для експедиції Толля. Навесні та влітку 1901 року на острови доставлялися важкі вантажі. Роботу з влаштування продуктових складів було завершено 2 вересня. Усього було зроблено 8 таких складів. Крім того, у листопаді 1901 року партія Воллосовича залишила на острові Котельному 2 добре укріплених та захищених від песців і білих ведмедів комори з провізією та оленячими шкурами.

### Друга зимівля: 1901–1902 років

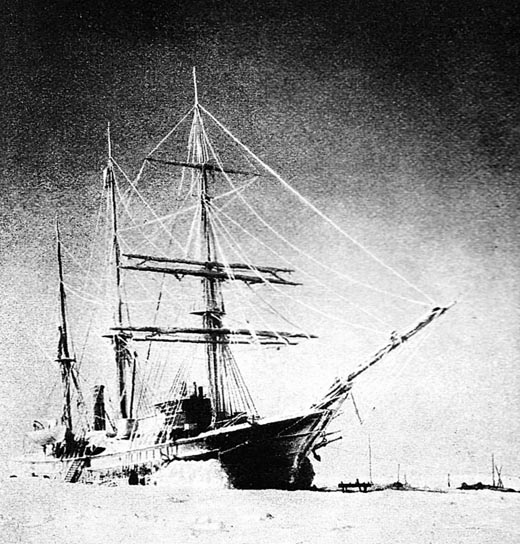
Шхуна «Зоря» під час зимівлі. 1902 рік

Толль, зустрівшись у Нерпичій губі з учасниками допоміжної експедиції під керівництвом Воллосовича, запропонував йому перезимувати на судні як учаснику основної експедиції, керуючись науковими міркуваннями: якщо Воллосович залишиться на «Зорі», йому буде значно зручніше вести наукову працю порівняно з умовами Усть-Янську, оскільки скоротить час на роз'їзди наступного року Новосибірськими островами для вивчення їхньої геології.
Воллосович планував у травні повернутися на материк через Усть-Янськ, звідки далі слідувати вгору Леною. З ним вирішили відправити усі зібрані експедицією колекції. На материк також вирішено було послати Бруснєва, Ціонглінського і Стрижова — для купівлі пари нарт і доставки пошти. Ці рішення сприяли підтримці духу і сил членів наукової експедиції і команди: всі з нетерпінням чекали на можливість отримати першу пошту за 20 місяців після відходу з Катерининської гавані.
Наступними після партії Воллосовича відвідувачами Новосибірських островів стали Бялиницький-Біруля та Колчак. Лейтенант провів на острові Новий Сибір магнітні й астрономічні спостереження, а потім повернувся на шхуну. Біруля залишився тут на 3–4 місяці і проводив орнітологічні і гідробіологічні дослідження. Він чекатиме тут приходу «Зорі» і збере біологічні колекції та геологічний матеріал.
Колчак, як і під час першої зимівлі на Таймирі, намагався не дармувати: він залишав «Зорю», що стояла недалеко від берега, при будь-якому випадку: удвох, утрьох, самостійно вирушав він вивчати острів Котельний. За час другої зимівлі лейтенант здійснив дві санні поїздки, в яких визначив кілька астрономічних пунктів і зробив низку інших робіт.
Затерта льодами «Зоря» була перетворена на геофізичну і метеорологічну станцію. Силами експедиції навколо житла Воллосовича невдовзі було споруджено будиночок для магнітних досліджень, метеорологічна станція та лазня, збудовані з винесеного Леною до моря плоту. Матроси любили, напарившись у лазні, вискочити з неї і, повалявшись у снігу, бігти назад у тепло. У цих розвагах брав участь і Колчак. Для нього це у січні 1902 р. закінчилося запаленням окістя з високою температурою. Це був перший випадок за всю експедицію, коли Колчак захворів.

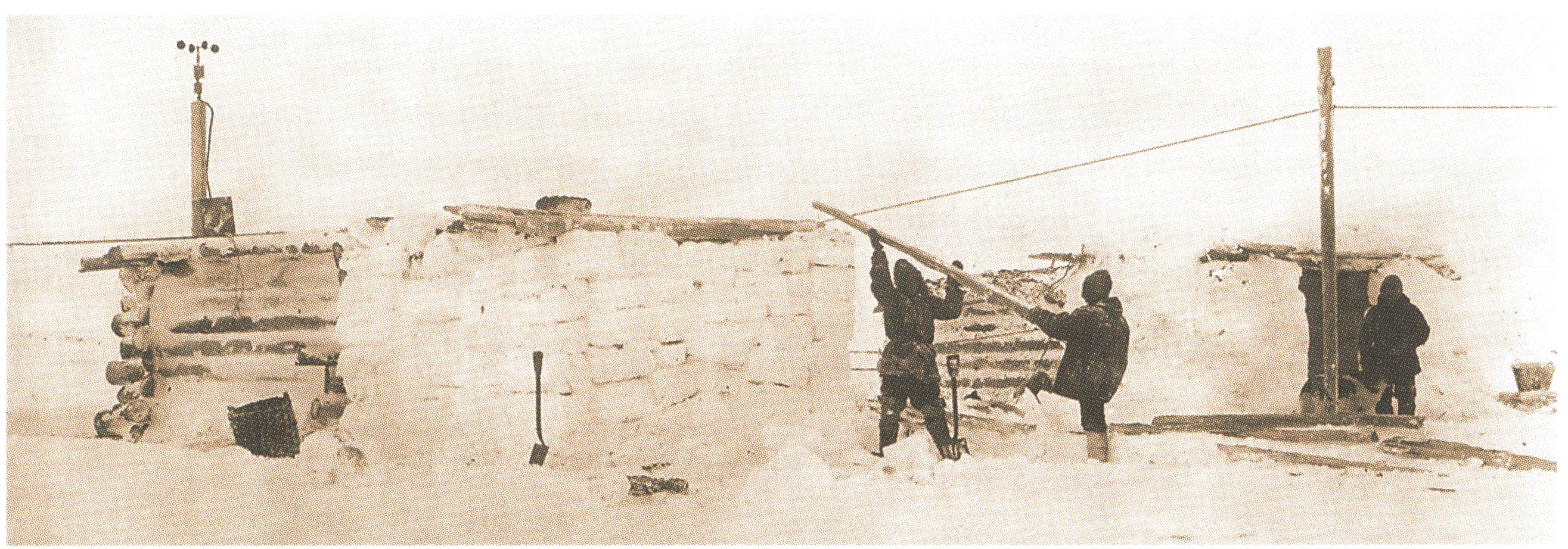
Будівництво поварні — хати для тимчасового проживання.

Невдача з пошуками Землі Санникова стала сильним розчаруванням для Толля, який у травні 1900 року іменував свій захід «Експедицією для дослідження Землі Санникова та інших островів». Пройти Беринговою протокою до Владивостока також не виходило, і результати експедиції починали здаватися йому занадто малими. Незважаючи на досягнуті успіхи в описі узбережжя, проміри глибин, які Колчак робив протягом усього шляху експедиції, лише обстеження невивченого острова Беннетта, на думку Толля, дозволило б йому гідно звітувати в Петербурзі про результати експедиції та вписати її в історію науки. Однак питання з «Землею Санникова» ще не був для Толля закритий остаточно, тому він вирішив з початком полярного дня відправити Матісена на пошуки цієї загадкової землі, а після його повернення самому вирушити в санно-байдаркову експедицію на Землю Санникова, якщо її буде знайдено, а якщо ж ні — то на острів Беннетта, щоб там провести третю зимівлю. Разом із Толлем зібрався їхати Зіберґ. Толль планував взяти в похід і доктора Вальтера. Відправлення в дорогу було заплановано на лютий — березень 1902 року.
Під час другої зимівлі членів експедиції очікував великий обсяг праці, пов'язаної з вивченням й описом прилеглих островів з геодезичною прив'язкою. Колчак, який отримав геологічний молоток для збору зразків четвертинних відкладень, та його каюр Стрижов готувалися до обстеження острова Бельковського.
Керівник експедиції використав базу експедиції для проведення наукових бесід із командою, перетворивши «Зорю» на свого роду «плавучий університет». З доповідями за своїми тематиками виступали Колчак, Біруля, Зіберґ. Вечорами в кают-компанії сперечалися на «філософські теми», де стикалися різні погляди і думки. Колчак був завсідником цих суперечок, але не вмів сперечатися тихо. На виході двох головних «філософів», Колчака та Біруля, було відправлено на один зі складів за м'ясом. У цей час Колчак особливо зблизився з Бірулею. З Матісеном він мав завжди зовсім протилежні погляди на речі; нервовий і запальний Колчак часто вів суперечку в образливій для співрозмовника манері, але м'який і відходливий Матісен все йому прощав.
У грудні став погано почуватися лікар експедиції доктор Вальтер. Останнім часом його тряс кашель, частував пульс, набрякали ноги, спостерігалося приховуване ним від усіх кровохаркання. Його переселили із сирої кают-компанії до брусованої поварні Воллосовича. Але 21 грудня 1901 року, прямо під час свого чергування на метеостанції, лікар помер від розладу серцевої діяльності, пов'язаного з перенесеним минулої зимівлі суглобовим ревматизмом.

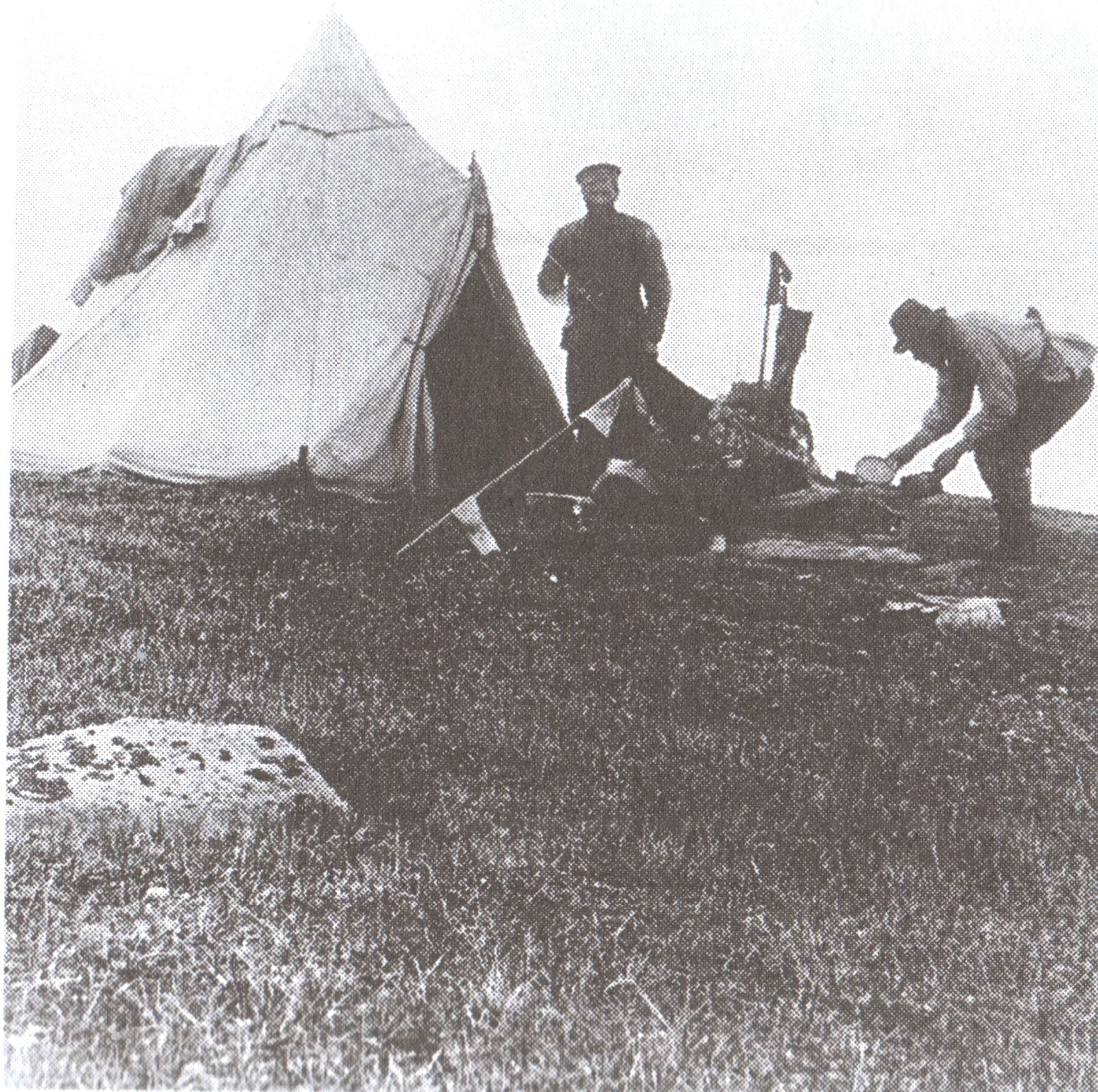
Табір Російської полярної експедиції на острові Котельний. Коло намета стоїть О. В. Колчак.

Тим часом у Воллосовича почала спостерігатися неврастенія, і Толль дозволив йому виїхати, не чекаючи на весну. 15 січня разом із Воллосовичем, який завершив свої роботи на Новосибірських островах, до першого житла на узбережжі поїхав і сам Толль — задля отримання на Великій землі пошти і сподіваючись подолати свою нервову кризу. 29 березня керівник експедиції повернувся на «Зорю». На початку лютого на зимівлю було отримано телеграму президента Академії наук із зазначенням експедиції обмежитися дослідженням Новосибірських островів і закінчити плавання в гирлі Лени. Стало відомо, що Расторгуєв, який обіцяв Толлю повернутися на корабель, поїхав на Чукотку з американською експедицією, уклавши вигідний контракт. Толля він сповістити не вважав за потрібне. 30 березня начальник експедиції повернувся до бази. Після цього Матісен вирушив на пошуки Землі Санникова.
За відсутності Матісена посаду капітана виконував Колчак, призначений старшим офіцером, першим помічником командира судна. Цей період був відзначений різким інцидентом із Бегічевим. Відправивши кудись вахтового, лейтенант незабаром забув про це і почав шукати його. Натрапив на боцмана і почав у різкій формі з'ясовувати куди подівся його вахтовий. Колчак відрізнявся запальністю, але був і відходливий. Не вважав ганебним визнавати свої помилки, навіть перед підлеглими. З Бегічевим тому вони незабаром змогли помиритися. Після вибачень Колчака недавні опоненти настільки потоваришували, що Бегічев став свідком на весіллі Колчака і вирушив разом із лейтенантом на фронт у Порт-Артур.
17 квітня Матісен повернувся з пошуків Землі Санникова і доповів, що, пройшовши 7 миль від гирла річки Решетнікова, він уперся в ополонку і повернув назад. Матісен відвідав також стрілку Фадєєвського острова, острів Фігуріна та Землю Бунге.
Наприкінці квітня приїхав новий лікар, політичний засланець В. М. Катин-Ярцев. Будучи студентом Медико-хірургічної академії, Катін-Ярцев перебував у соціал-демократичному «Союзі боротьби за визволення робітничого класу», 1897 року був засуджений і висланий до Східного Сибіру. 1918 року Колчак зустріне його в Харбіні, де лікар-революціонер рятуватиметься від режиму більшовиків. Катин-Ярцев продовжив орнітологічну працю свого попередника доктора Вальтера, але другий напрямок діяльності померлого, бактеріологію, довелося скасувати через нестачу часу та відсутність керівництва.
Господарські завдання став виконувати Колчак, який видавав їство і навіть складав меню.
29 квітня Біруля з трьома якутами вирушив на острів Новий Сибір. Перед ним було поставлено завдання чекати там до кінця літа підходу «Зорі», яка мала його підібрати на шляху до острова Беннетта.

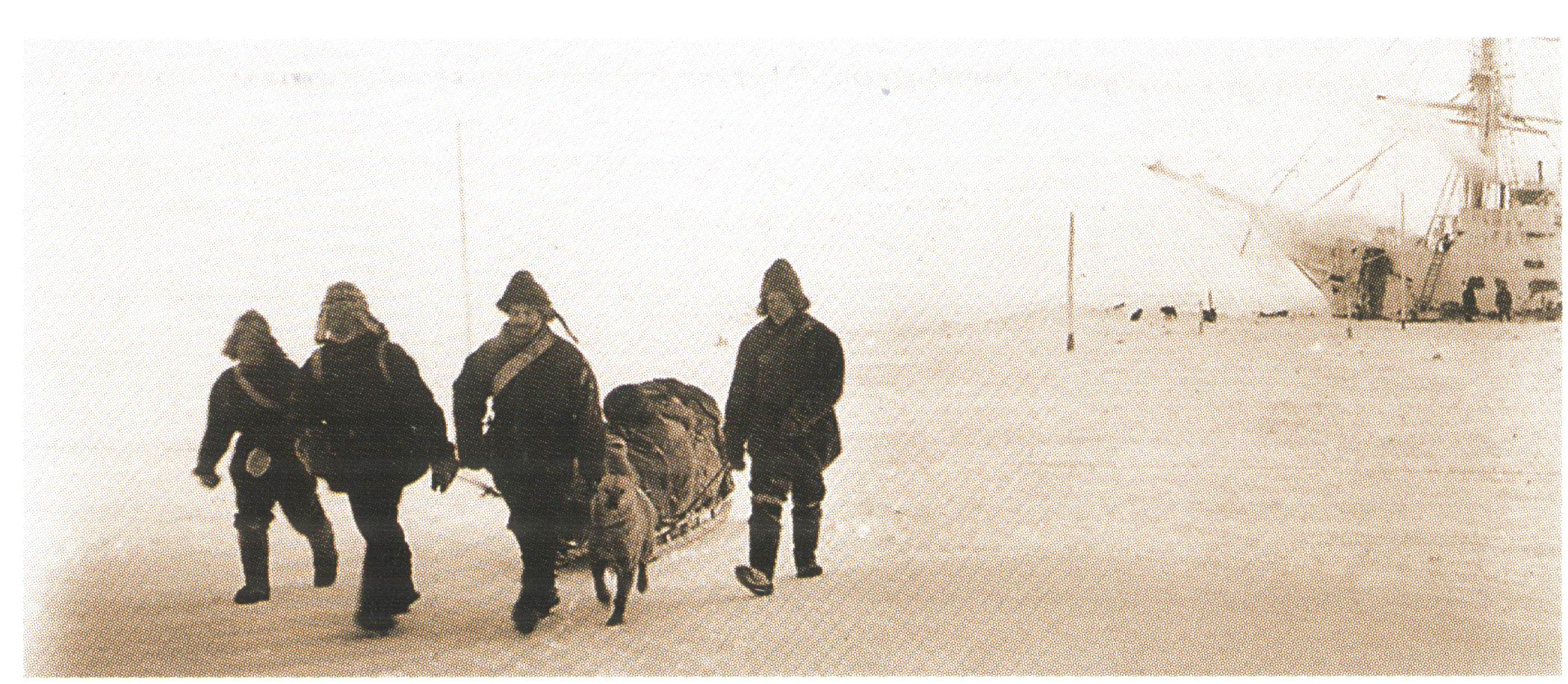
Лейтенант О. В. Колчак (3-й ліворуч) із супутниками вирушає на о-в Бельковський під час 2-ї зимівлі «Зорі».

У перших числах травня Колчак і Стрижов їздили на Бельковський острів, перейшовши 30-кілометрову протоку Зорі. Колчак об'їхав острів, зробив його зйомку і поклав його на карту. Також Колчак визначив астрономічно кілька пунктів. Під час цього походу також було зібрано зразки гірських порід. На південь від Бельковського Колчак відкрив невеликий скелястий острів і назвав його на честь свого каюра — Стрижова. У північному та західному напрямку Колчак також, як і його попередники, уперся в ополонку.
Повернувшись 12 травня на базу, Колчак та Стрижов вже за тиждень вирушили вивчати центральну частину острова Котельний. Мандрівники перетнули острів, пройшовши впоперек Землі Бунге від гирла річки Баликтах до південного краю Фадєєвського острова. Відвідавши Фадєєвський, Колчак повернувся на Котельний, перетнув плато Толля, виміряв висоту найвищої гори острова Малакатин-Тас На річці Баликтах Колчак спостерігав цікаве явище, з яким 1920 року зіткнуться солдати його Східного фронту в «Крижаному поході». При надзвичайно сильному морозі річка місцями промерзає до дна, після чого під натиском течії лід тріскається, і вода продовжує текти поверх нього, доки знову не замерзне.
Увечері 23 травня барон Толль, астроном Зіберґ та двоє місцевих жителів — евен Микола Протодьяконов (на прізвисько Омук) і якут Василь Горохов (на прізвисько Чичак) — залишили місце зимівлі на трьох нартах, взявши із собою запас продовольства трохи більше ніж на 2 місяці. Спочатку Толль збирався взяти у свій похід і Колчака — якби він був поряд із керівником експедиції, пише Черкашин, все могло б скластися інакше; проте судно не можна було залишити у льодовому плаванні без досвідченого офіцера.

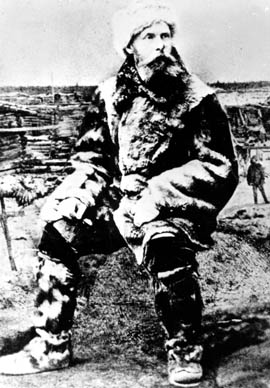
Керівник експедиції барон Е. В. Толль

Толль збирався досліджувати острів Беннетта, до цього відвіданий лише експедицією Де-Лонґа 1879 року, та здійснити рекогностування з ціллю виявлення невідомої землі. Після закінчення робіт полярників мала підібрати «Зоря». Перед від'їздом Толль залишив Матісену розлогу інструкцію, а також пакет з написом «Розкрити, якщо експедиція втратить свій корабель і без мене почне зворотний шлях на материк, або у разі моєї смерті», в якому містився лист на ім'я Матісена з передачею йому всіх прав начальника експедиції та виклад передбачливо зважених заходів, які повинен був вжити командир, щоб урятувати якщо не його самого, то склад експедиції.

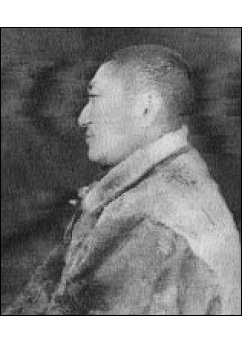
Василь Горохов (Чыычаак)

«Межа часу, коли ви можете відмовитися від подальших старань зняти мене з острова Беннетта, визначається тим моментом, коли на „Зорі“ буде витрачено весь запас палива для машини до 15 тонн вугілля». Після цього слід через материк доставити до Петербурга зібрані колекції і негайно розпочати організацію нової експедиції. Сам Толль сподівався самостійно дістатись Новосибірських островів, а потім — до гирла Лени. Толль об'їхав на собаках північні береги островів Котельний і Фадєєвський, після чого переправився на острів Новий Сибір і 21 червня зупинився біля мису Високого, звідки за тиждень вирушили до острова Беннетта. Чотири доби мандрівники пливли на крижині, після чого пересіли на байдарку і 21 липня висадилися на березі острова біля мису Емми. Шлях зайняв 2 місяці, а провіант закінчувався. Перед Толлем тепер постали завдання проведення досліджень, забезпечення харчування та дороги назад. Колчак згодом говорив із цього приводу:
Дійсно, діло його було надзвичайно ризиковане, шансів було дуже мало, але барон Толль був людиною, яка вірила у свою зірку і в те, що йому все зійде, і пішла на це діло.
Оригінальний текст (рос.)
Действительно, предприятие его было чрезвычайно рискованное, шансов было очень мало, но барон Толль был человек, который верил в свою звезду и в то, что ему всё сойдёт, и пошёл на это предприятие.
Дослідник Синюков вважає, що у Толля просто не залишалося іншого виходу, оскільки він «надто багато авансів видав Академії наук, пресі, колегам, і повернутися без відкриття Землі Санникова вже не міг». Запаси вугілля на шхуні залишали бажати кращого, а льоди не тільки не відступали, а й гуртувалися навколо «Зорі» ще щільніше. Пошарпана кригою шхуна не могла пробитися не те що до «Землі Санникова», але навіть до острова Беннетта. Величезні фінансові кошти, видані Толлю в кредит, змушували барона робити крайні відчайдушні кроки. Такими ж мотивами, на думку іншого дослідника — М. А. Черкашина — через 10 років керувався й інший арктичний фанатик Георгій Сєдов, що кинувся в самогубний кидок до Північного полюса без належної підготовки.
Через кілька днів на базу повернулися матроси Толстов і Євстифєєв, які проводжали групу Толля. Вони привезли дуже багато каміння для геологічної колекції, зібраної поблизу табору Дурново керівником експедиції. Толль забрав у них нарту зі сталевими полозами, віддавши їм одну зі своїх з дерев'яними полозами: сніг танув у денний час і, прилипаючи до полозів, ускладнював рух мандрівників.

### Навігація 1902 року

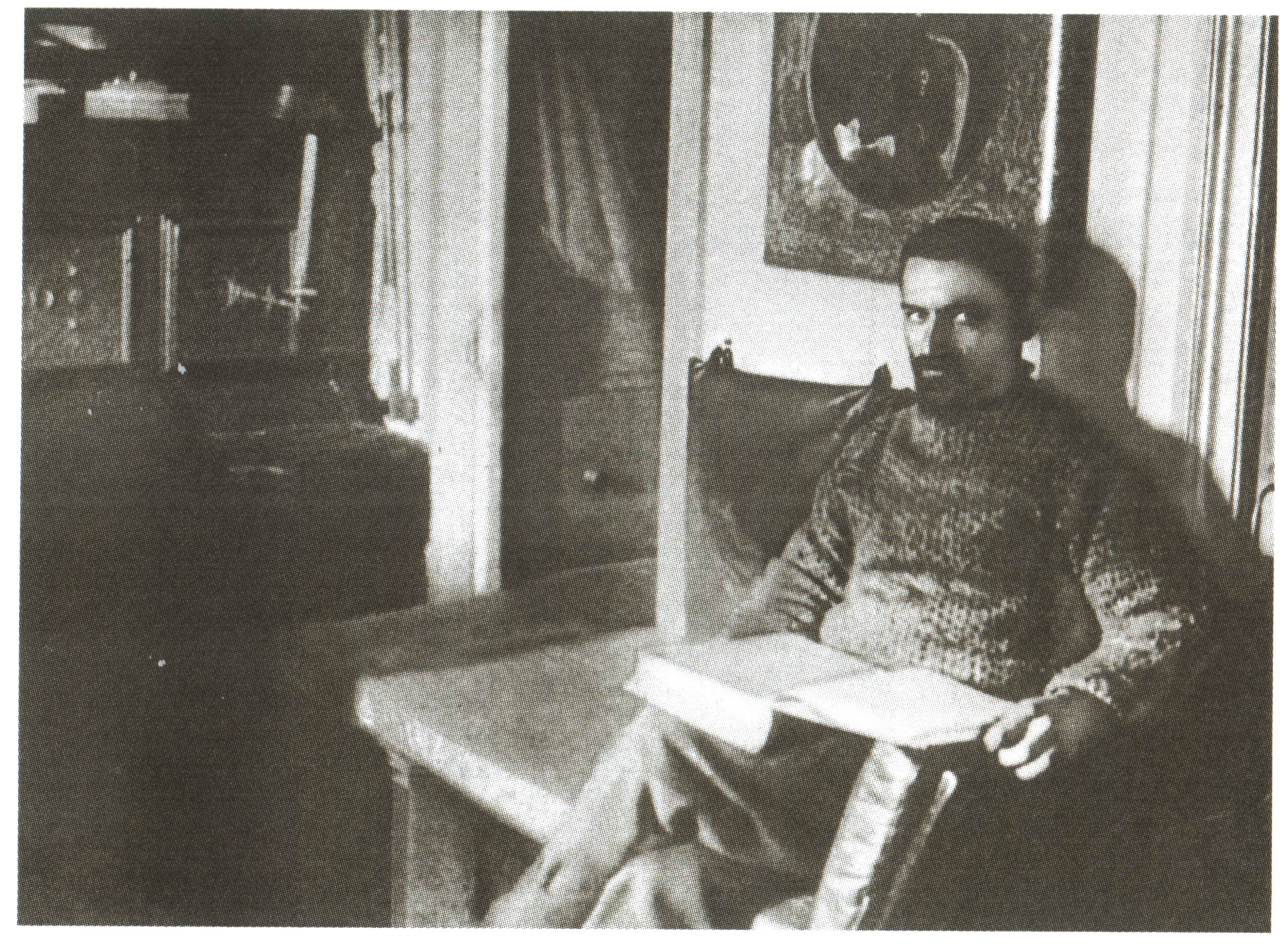
Колчак у кают-компанії «Зорі»

1 липня, вирвавшись із льодів за допомогою вибухів, «Зоря» вийшла на зовнішній рейд, проте тут же була затерта крижинами, які почали виносити судно на північний схід. У кают-компанії в цей час розважалися, випускаючи «Журнал кают-компанії», де розміщувалися гумористичні твори у віршах чи прозі. Колчак написав для «Журналу» замітку «Запеклість вдач гг. членів Російської полярної експедиції». У стилі викривальної сенсації Колчак описував спроби своїх колег по експедиції вигодувати принесених кимось на корабель двох совенят. 31 липня полярний день закінчився, і до цього часу безпорадно корабель, що дрейфував, було віднесено до Ляховських островів. 3 серпня ця мимовільна подорож із льодами завершилася.
Лише через місяць боротьби з кригою «Зоря» змогла спробувати обійти з півночі острів Котельний і підійти до Нового Сибіру: 8 серпня, провівши деякі необхідні суднові роботи, експедиція вирушила у напрямку острова Беннетта. Однак у навігацію 1902 року льодова обстановка виявилася ще складнішою, ніж попереднього року: до північно-західних та північних берегів островів Котельний, Фадєєвський і Новий Сибір були притиснуті маси криги. За словами Катина-Ярцева, сподівань дійти морем до Беннетта було замало — тому вирішили дійти хоч би до Нового Сибіру, щоб зняти партію Бірулі. Згідно з цими спогадами, спочатку експедиція збиралася йти протокою між островами Бельковський і Котельний. Коли ж прохід виявився закритим, Матісен та Колчак, котрого командир за складних обставин завжди залучав за штурманський досвід плавання в Індійському та Тихому океанах, проклали новий курс: судно почало огинати Котельний з півдня, щоб через Благовіщенську протоку пройти до мису Високого та забрати Бірулю. У мілководній протоці судно зазнало пошкоджень, з'явилася теча. До Високого залишалося миль п'ятнадцять, але Матісен вирішив бути обачним і спробував обійти Новий Сибір з південного боку. 11 серпня обійшли мис Ведмежий і увійшли в протоку, рухаючись далі на північ. Тут Колчак, що залишився по суті єдиним з наукового складу, зміг провести першу в навігації 1902 року гідролого-зоологічну станцію: взяв проби ґрунту, води, провів вимірювання температури на глибинах і біля поверхні, виміряв щільність води, після чого було проведено драгування і тралення. На 16 серпня «Зоря», згідно із задуманим планом, повним ходом ішла на північ.
Матісен і Колчак довго перебували на містку і вдивлялися в льодову обстановку, що не віщувала нічого доброго. Дві спроби підійти до острова Беннетта з боку Котельного або хоча б до Високого мису на Новому Сибіру виявилися марними, для «Зорі» залишався єдиний вихід — негайно рухатись у східному напрямку крізь густий, але розбитий лід, оскільки прохід звужувався, і судно будь-якої миті могло бути затерто кригою. Проте вже 17 серпня крига змусила Матісена повернути назад. Вирішено було зробити ще спробу пройти із заходу, тепер уже не поміж Котельним і Бєльковським, а на захід від другого — Колчак вважав, що там міг бути розріджений лід, що могло дати шанс на плавання до острова Беннетта.
На 23 серпня на «Зорі» залишалася мінімальна норма вугілля, про яку говорив у своїй інструкції Толль (8 тонн). Навіть якби Матісен зміг підійти до острова Беннетта, на дорогу вугілля вже не залишалося. Жодна з вжитих спроб не дозволила наблизитися до острова Беннетта ближче ніж на 90 миль. Матісен, втративши надію на поліпшення стану льодів, відмовився від зняття залишенців на Новому Сибіру й острові Беннетта та вирішив слідувати в бухту Тикси. Матісен не міг повернути на південь, не порадившись із Колчаком. Як пише історик П. М. Зирянов, Колчак, швидше за все, також не бачив іншого виходу, принаймні згодом він ніколи не критикував цього рішення Матісена і не відмежовувався від нього.

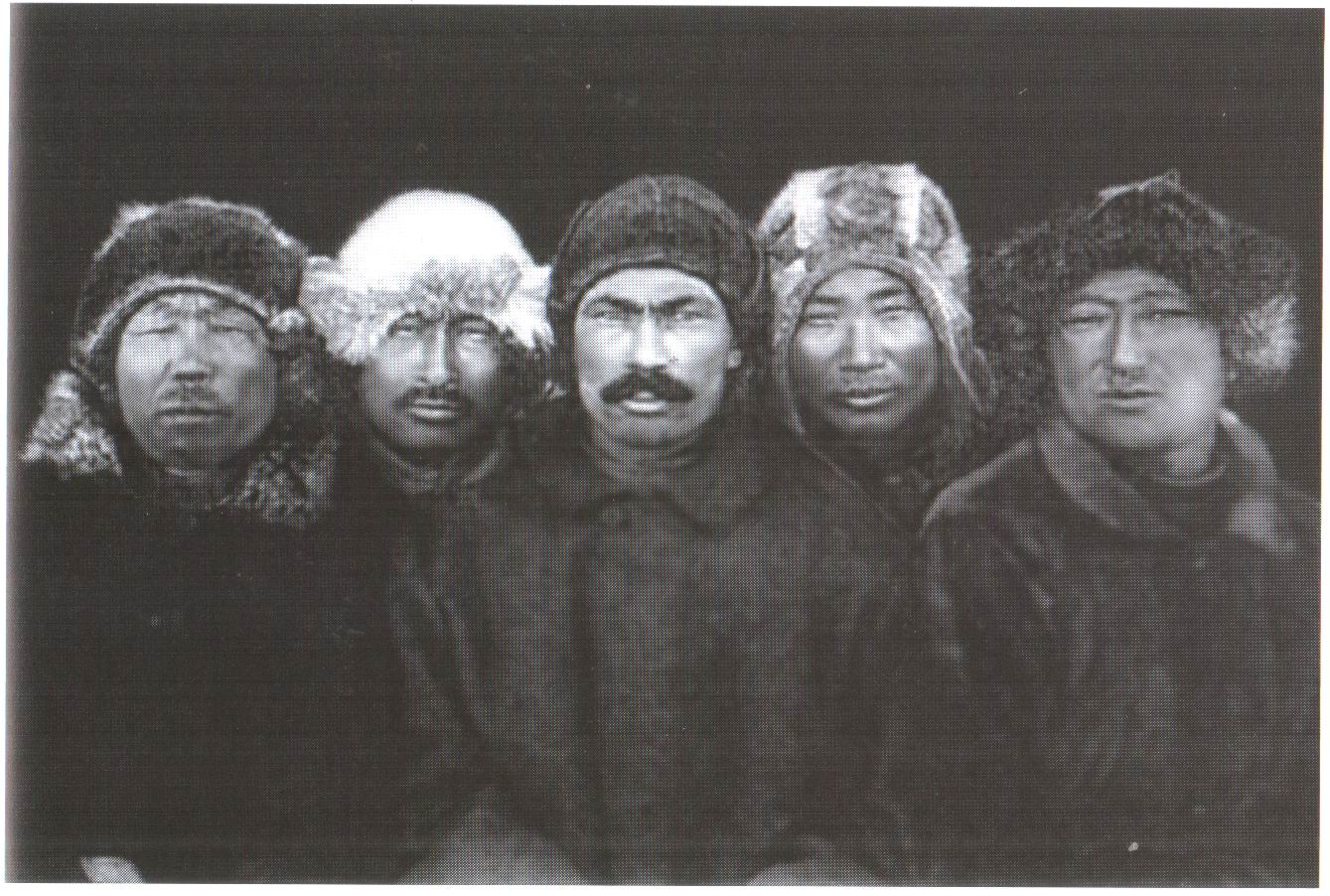
Двоє провідників Е. В. Толля у санно-байдарковій експедиції на о-в Беннетта: другий зліва евен Микола Протодьяконов, на прізвисько Омук, і крайній справа якут Василь Горохов, на прізвисько Василь Чичак (зять Протодьяконова)

Серед авторів, які писали на тему загибелі Толля, лише радянський вчений професор В. Ю. Візе — полярник і відомий фахівець з Арктики — вважав, що «це рішення коштувало життя Толлю та його супутникам», фактично звинувачуючи цим Матісена. З Візе був категорично не згоден моряк і вчений М. М. Зубов:
Ризикувати зимівлею у відкритому морі серед льодів, причому ризикувати після вже проведених двох зимівель з недостатнім запасом вугілля і провізії, було не можна. Та й сам Толль залишив Матісену наказ іти в Тикси після зменшення запасів вугілля до меж, необхідних для повернення. Ніхто із сучасників, які знали обставини справи, Матісена не засуджував.
Оригінальний текст (рос.)
Рисковать зимовкой в открытом море среди льдов, притом рисковать после уже проведённых двух зимовок с недостаточным запасом угля и провизии, было нельзя. Да и сам Толль оставил Матисену приказание идти в Тикси после уменьшения запасов угля до пределов, необходимых для возвращения. Никто из современников, знавших обстоятельства дела, Матисена не осуждал
І все ж Матісен зробив безуспішні спроби зняти з Нового Сибіру хоча б партію О. А. Бялиницького-Бірулі. Однак, зрештою, не досягнувши цілі, чітко дотримуючись настанов керівника експедиції і не маючи в становищі іншого виходу, командир судна був змушений направити «Зорю» до материка.
25 серпня покалічена льодами «Зоря» ледве доповзла до гирла Лени, увійшла до затоки Буор-Хая і підійшла до берега у бухті Тикси — на вічну стоянку — відсутність вугільної бази в гирлі Лени або на острові Котельному не дозволяло провести 3-ту зимівлю. Тут розміщувався у своїй кухарі М. І. Бруснєв. Він розповів, що на мисі Биковському живуть люди, норвежець І. І. Торґенсен — колишній матрос із «Лени», яка супроводжувала «Вегу» під час експедиції Норденшельда 1878–1879 рр., а тепер курсувала за маршрутом Якутськ — Булун. Оскільки пароплав ще не підійшов, Матісен спробував провести шхуну з осадкою 16 футів у дельту Лени. Колчак із двома боцманами почали робити проміри глибини Биковської протоки, однак за 3 дні фарватер потрібної глибини знайдено не було. 30 серпня в бухту Тикси увійшла «Лена» — той самий допоміжний пароплав, що обігнув колись мис Челюскін разом з «Вегою». Побоюючись льодоставу, капітан пароплава дав експедиції на збори лише 3 дні. Колчак вирушив на «Лені» на пошуки зручнішої стоянки для «Зорі» і знайшов затишний тихий куточок у бухті біля річки Сого за маленьким островом, який назвав ім'ям Бруснєва. Туди і відвели «Зорю», з якої на борт пароплава було перевантажено всі найцінніші колекції та обладнання.. Бруснєв залишався у селищі Козачому і мав приготувати оленів для групи Толля, а якщо той не з'явиться до 1 лютого, їхати на Новий Сибір і чекати його там.
2 вересня «Лена» відійшла від причалу. «Зоря» з однією людиною на борту востаннє відсалютувала прапором. Капітану «Лени» А. Ю. Юршевському допомагали два лоцмани-якути, моряки слабкі, але без яких обійтися б взагалі не вийшло. Лоцмани, яким фарватер був невідомий, правили навмання і постійно чіпляли мілини дном. Матісен і Колчак намагалися допомагати лоцманам, але пароплав все ж таки сів невдовзі на мілину, і, у зв'язку з обмеженою кількістю їжі, довелося запровадити спільний для всіх пайок. «Продовольчим диктатором» обрали Колчака. Вперше у житті у скрутну годину він виявився наділений диктаторськими повноваженнями. 10 вересня від сепсису помер поранений випадковим пострілом матроса Безбородова кочегар Носов.
Під час плавання на «Лені» Матісен і Колчак розробили план надання допомоги наданим самим собі після відходу «Зорі» партіям Толля та Бялиніцького-Бірулі. Згідно з планом, якщо ці групи не з'являться самостійно на материку, на початку лютого на Новосибірські острови — назустріч їм — мав поїхати Бруснєв, який попередньо приготував 6 хороших нарт і докупив до експедиційних псів, що є на «Зорі», ще кілька. У випадку, якщо Толль і Біруля самотужки повернуться на материк, їх у Чай-Поварні поблизу Святого Носа мали чекати ще восени заготовлені Брусневим їздові олені, на яких полярники могли дістатися Козачого.
30 вересня пароплав підійшов до Якутська. На початку грудня 1902 року Колчак дістався Санкт-Петербурга, де незабаром зайнявся підготовкою експедиції, ціллю якої був порятунок групи Толля. Разом із Матісеном у столиці вони вдвох зробили все, щоб команда шхуни «Зоря» повністю отримала платню та винагороду за бездоганну працю в експедиції Толля.

#### Доля групи Толля та групи Бірулі

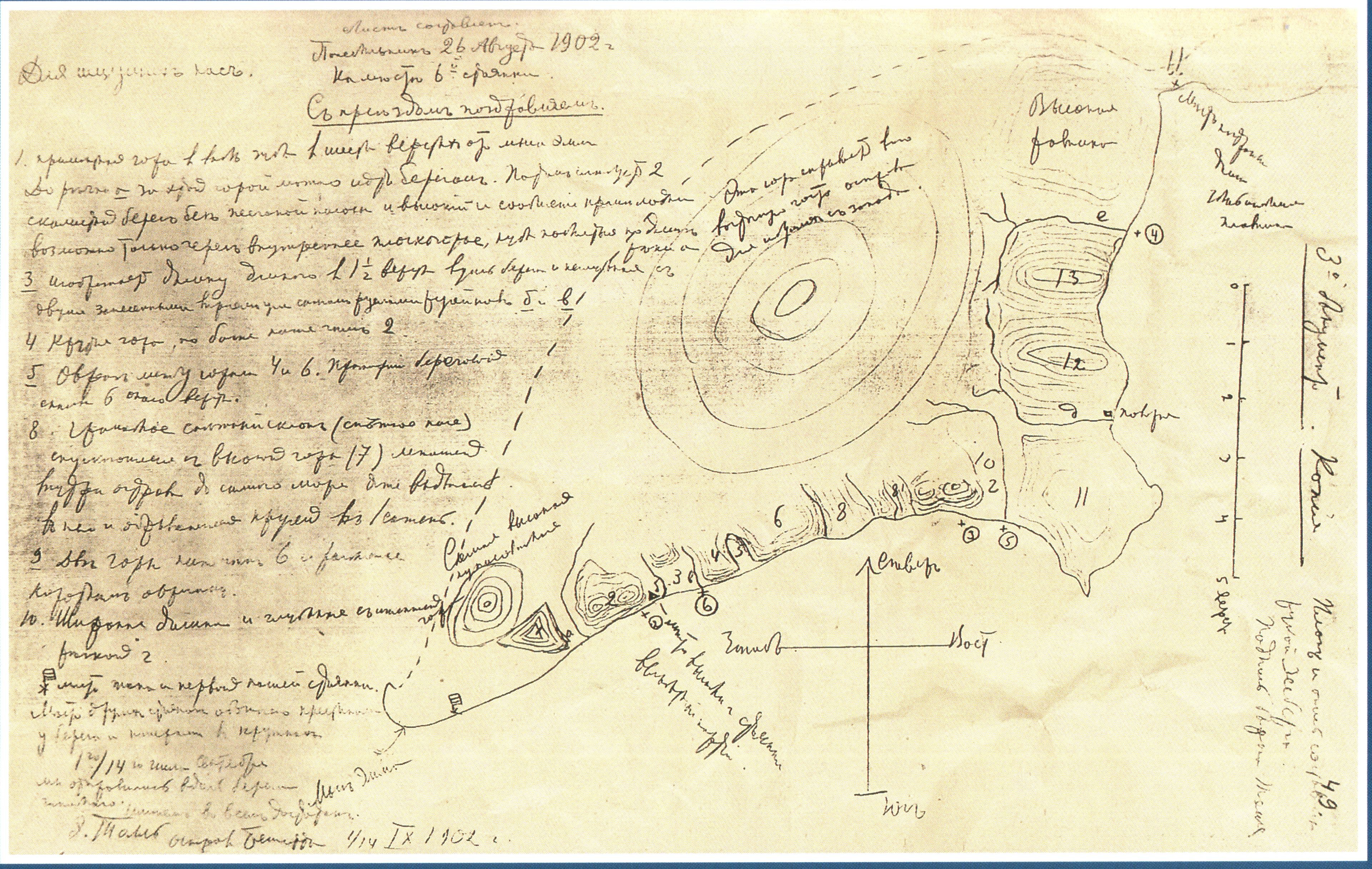
Одна із записок Е. В. Толля, залишена ним на острові Беннетта.

21 липня група Толля прибула на острів Беннетта. Зважаючи на заплановане на середину серпня прибуття «Зорі», керівник міг або обстежити острів, або облаштовувати табір на острові і заготовляти продукти на зиму. Другий варіант припускав зимівлю на острові: експедиція втрачала сенс, якби, заготовивши продукти, Толль сів потім на «Зорю» і залишив недосліджений острів. Схильний до ухвалення ризикованих рішень, Толль пішов на ризик і цього разу, вирішивши зосередити всі сили на дослідницькій праці та зробити ставку на прихід «Зорі». Безконтрольно розпоряджаючись владою, цього разу Толль занапастив себе і трьох своїх супутників. Він дослідив острів, з'ясував, що його площа становить близько 200 квадратних верст, висота над рівнем моря 457 метрів. Було вивчено геологічну будову острова. Толль побачив і записав, що в долинах острова зустрічаються «вимиті кістки мамонта та інших четвертинних тварин». Тваринний світ включав ведмедів, моржів, оленів (стадо до 30 голів); з півночі на південь пролітали гусячі зграї.
Група Толля забезпечила собі притулок, збудувавши з плавника кухню. Цей же плавник, що був у надлишку, міг служити і паливом. Набагато гірше було з харчом. Колчак писав, що «за якимось непорозумінням партією барона Толля не було використано зручний час для полювання та не було зроблено жодних запасів». Для задоволення поточних потреб у їжі вели полювання на оленів. Було вбито також 3 ведмедів, м'яса котрих вистачило б на кілька місяців, проте воно було кинуте на кризі.
Коли стало зрозуміло, що «Зоря» вже не прийде, стріляти та заготовляти птахів було пізно: у поварні експедицією Колчака було виявлено не більше 30 набоїв для дробовика. Ведмедя вільно підстрілити теж можна далеко не завжди. Олені пішли з острова Беннетта на південь восени, слідом за ними довелося йти і людям.
26 жовтня 1902 року партія Толля рушила з острова на південь. Записка Толля, виявлена пізніше Колчаком, закінчувалася словами:
Вирушаємо сьогодні на південь. Провізії маємо на 14–20 днів. Усі здорові. 26 жовтня 1902 р.
Експедиція Колчака обстежила всі острови Новосибірського пасма, проте слідів групи Толля ніде не виявили. Очевидно, вона загинула під час переходу по льоду з острова Беннетта на Новий Сибір. Залишені на південному напрямку запаси продовольства залишилися недоторканими.
Партія Бірулі, не дочекавшись наприкінці літа приходу «Зорі», спорудила на західному березі острова Новий Сибір придатний для зимівлі поварню і в листопаді 1902 року, коли лід остаточно встав, здійснила благополучний перехід з острова на материк, прибувши до Козачого.

## Досягнення і наукове значення експедиції барона Толля
|  |

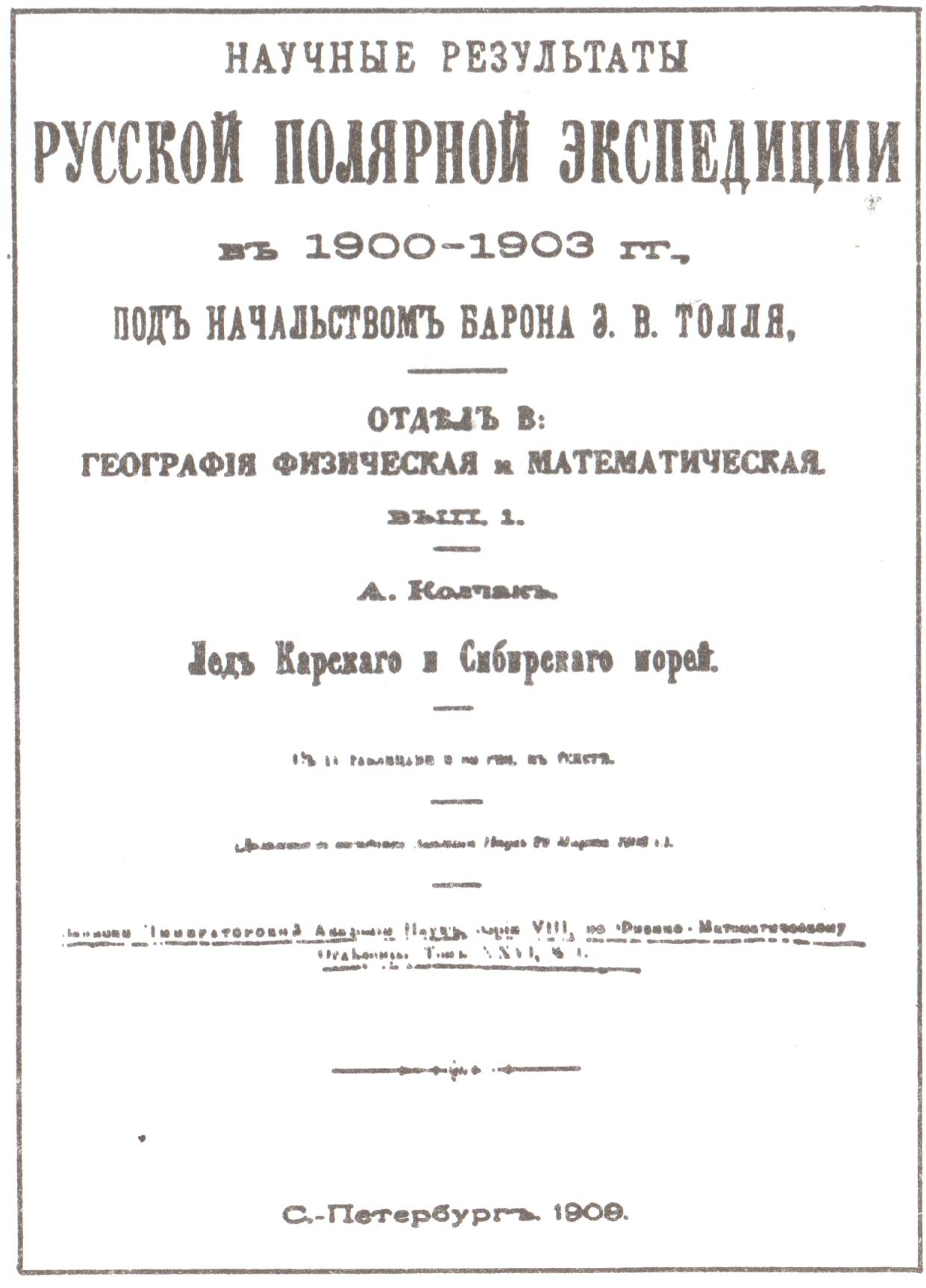
Титульний аркуш першого випуску праць Російської полярної експедиції Імператорської Академії наук.

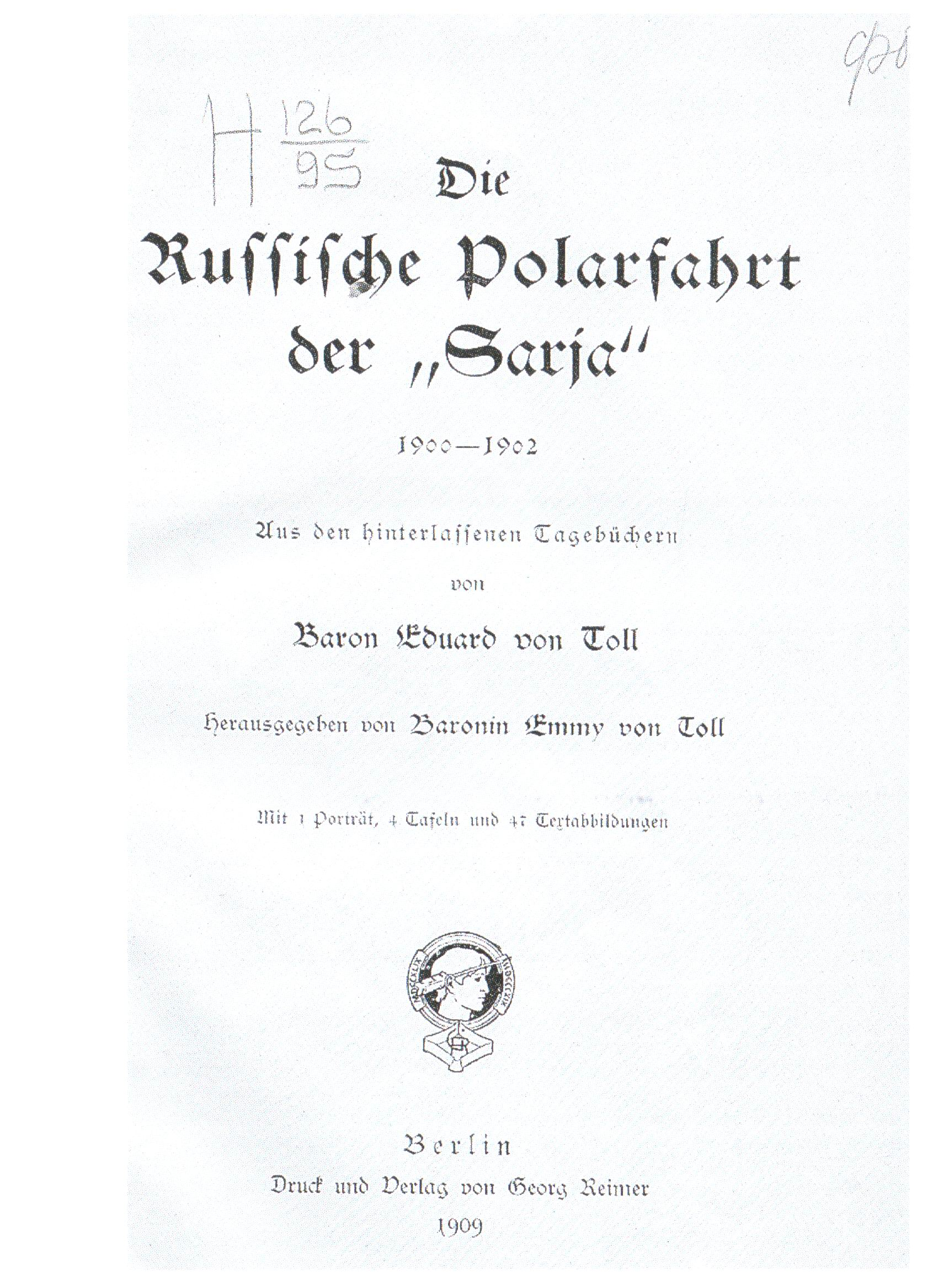
Титульний аркуш 1-го видання книги Е. В. Толля про Російську полярну експедицію

Науково-практичні набутки експедиції виявилися високими. Експедиція започаткувала комплексне дослідження арктичних морів і суші. Значних результатів було досягнуто, перш за все, в описі узбережжя і промірах глибин, які вчені робили на всьому шляху експедиції. Це особливо важливо, якщо враховувати, що попередні експедиції під керівництвом Нансена і Норденшельда систематичних зйомок та промірів глибин не вели. Як відзначає П. В. Зирянов, це видно з простого порівняння сучасних обрисів півострова Таймир і тих, що дають карти початку XX століття. Група Толля ціною життя її учасників обстежила невивчений острів Беннетта, зібравши геологічну колекцію.
За підсумками робіт експедиції було складено геологічну карту півострова Таймир й острову Котельний. Короткий фізико-географічний і біологічний нарис північного узбережжя Сибіру містить відомості про клімат, гідрографію, геологію, орографію, тваринний і рослинний світи Таймиру та Новосибірських островів. На матеріалах експедиції Колчак виконав фундаментальне дослідження, присвячене кризі Карського і Східносибірського морів, що представляло собою новий крок у розвитку полярної океанографії, а як неабиякий гідрохімік займався виміром солоності, збирав проби розчинених у морській воді газів, запланувавши присвятити цій стороні досліджень окрему працю. Як учасник експедиції Колчак виконував всілякі роботи і доручення, але як вчений-дослідник одночасно він займався вивченням «метаморфоз льоду», що й склало матеріал для монографії «Льод Карського і Сибірського морів», що займає понад 170 сторінок з додатком 11 таблиць та 24 світлин різних видів льоду, автор, серед іншого, не тільки склав основні напрямки того, що відбувається під впливом вітрів і течій руху льодів у районі Новосибірських островів, але й запропонував схему руху арктичного паку для всього полярного басейну. Зібраний Колчаком гляціологічний матеріал не втратив актуальності навіть сьогодні. Наприклад, відомий вчений, лауреат двох Державних премій академік РАН О. П. Лісіцин на наукових конференціях багаторазово посилався на арктичні дослідження О. В. Колчака, вказуючи на їхнє значення для сучасної океанології.
Наукові набутки, зібрані Російською полярною експедицією Академії наук, виявилися дуже значними та включали дані в галузі метеорології, океанографії, земного магнетизму, гляціології, фізичної географії, ботаніки, геології, палеонтології, етнографії, полярних сяйв. Стало очевидно, що для їхньої наукової обробки знадобиться багато років: їх дійсно було опрацьовано протягом 10–15 років і видано в «Известия Российской Академии наук», в навігаційних картах і лоціях арктичних морів. Публікація наукових праць РПЕ сама по собі виявилася досить дорогою справою: збережений кошторис витрат на видання праць експедиції з 1904 по 1911 рр. свідчить про те, що воно багато разів перевищило вартість самої шхуни «Зоря», на якій протягом 3 років жили та плавали 20 осіб.
На думку дослідника М. А. Черкашина, експедиція Толля мала й особливий «провиденський зміст»: вона проводилася більше на користь Військово-Морського флоту, ніж на користь Академії наук, адже крім пошуків Землі Санникова полярники розшукували і виходи кам'яного вугілля, щоб забезпечити кораблям, що йдуть з заходу на Камчатку і до Владивостока, заправку посеред шляху.

## Російська полярна експедиція у мистецтві та історіографії

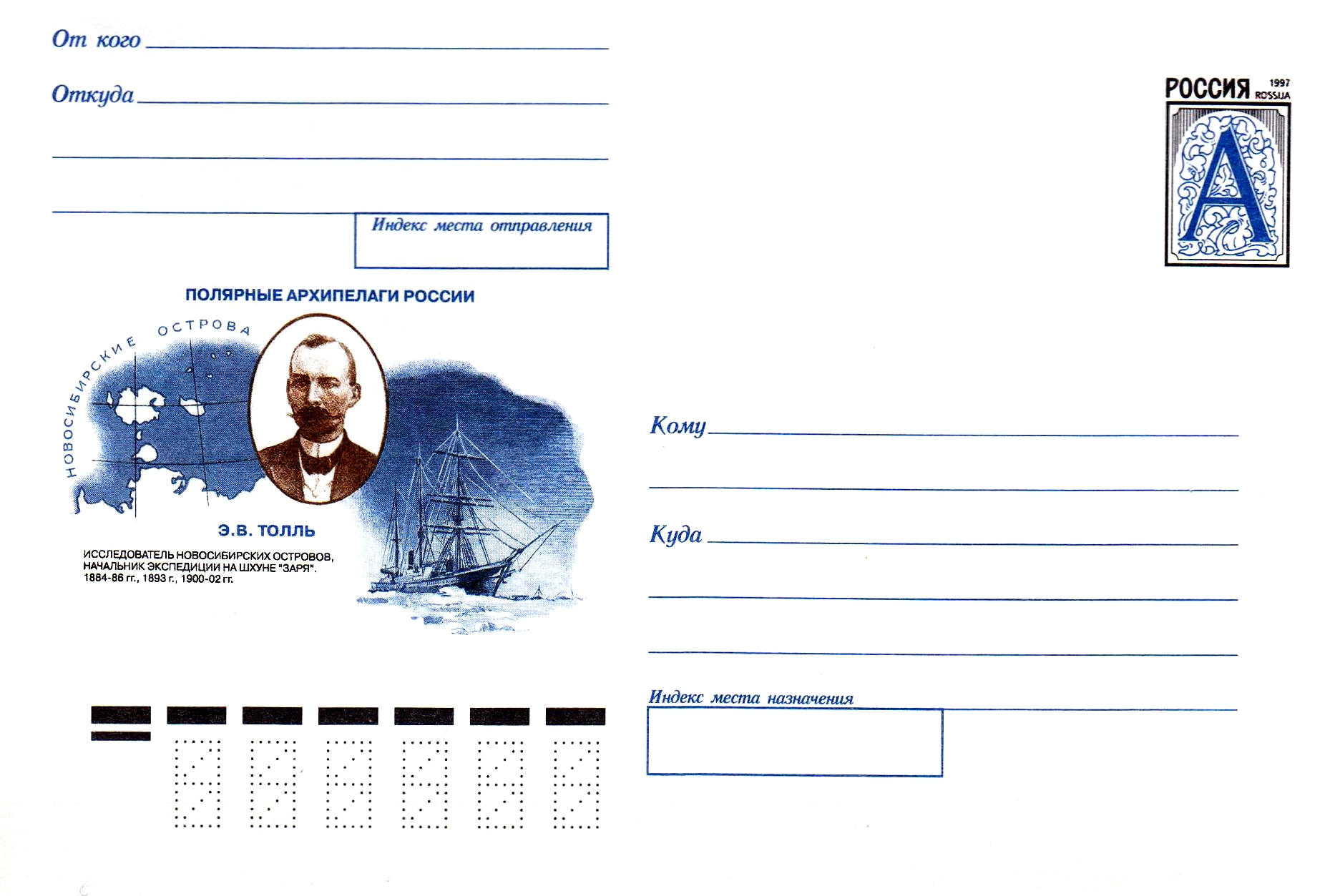
Конверт Пошти Росії «Полярні архіпелаги Росії. Новосибірські острови. Е. В. Толль дослідник Новосибірських островів, начальник експедиції на шхуні „Зоря“. 1884—86 рр., 1893 р., 1900-02 рр.»

За радянської влади історія експедиції перекручувалась, замовчувалися роль та заслуги Толля і, в першу чергу, Колчака — як вченого-океанолога та відважного дослідника Арктики. Замовчувалися його наукові праці, які здобули визнання світової громадськості. Незважаючи на те, що діяльність майбутнього Верховного правителя Росії як полярного дослідника залишалася в «напівтіні», радянські вчені використовували його праці, але зазвичай без посилань на автора.
Так, у виданій 1960 року книзі П. В. Віттенбурга 41-денне 500-кілометрове обстеження Толлем і Колчаком півострова Таймир з 7 квітня по 18 травня 1901 року викладено у сильно спотвореному вигляді, а ім'я Колчака взагалі не згадується.
Прикладом фільтрації історичних фактів радянською цензурою є й видана 1985 року книга Й. П. Магідовича і В. Й. Магідовича «Нариси з історії географічних відкриттів» (рос. «Очерки по истории географических открытий»). У ній автори досить докладно описали експедицію Толля 1900-1902 року (а також його експедиції 1885-86 і 1893 років), з учасників Російської полярної експедиції згадали Толля, Матісена, Коломойцева, Расторгуєва, Зіберґа, Бегічева, але жодного разу не назвали Колчака. Рятувальна експедиція Колчака 1903 року описана Магидовичами в абзаці, де розповідається про внесок у географічні відкриття Бегічева — майбутнього відкривача острова Малий Бегічів. При цьому начальника й упорядника рятувальної експедиції 1903 року традиційно не названо.
Ця традиція замовчування дається взнаки і у сьогодення. Так, 2000 року — у 100-річчя Російської полярної експедиції — цю подію було обійдено мовчанням як російською громадськістю, так і науковими колами.
Навіть виданий за кордоном 1909 року щоденник барона Толля, що зберігався на яхті «Зоря» і, згідно з заповітом його власника, переданий його дружині, в СРСР був оприлюднений 1959 року в перекладі з німецької у сильно урізаному вигляді: барон Толль у своїх записках багато місця присвятив лейтенанту Колчаку та схвальним оцінкам його праці під час експедиції.
Одним із відомих епізодів у цій кампанії стало перейменування 1939 року острова в Арктиці, названого Толлем ім'ям Колчака — на згадку про заслуги останнього як вченого під час арктичної експедиції. Як пише історик В. В. Синюков, «репресій зазнали не тільки люди та їхні праці, а й цілі острови»: наприкінці 30-х років острову радянська влада дала ім'я матроса із «Зорі» Расторгуєва. Перейменування відбулося, навіть попри очевидну топономічну нісенітницю, що виникла у зв'язку з ним: острів з такою самою назвою вже був на картах і містився в Пясинській затоці — поблизу острова Колчака! Менш відомий епізод з перейменуванням з тих самих міркувань мису Колчака — йому за цієї кампанії дали ім'я письменника К. К. Случевського.
Писавши у своїй біографічній роботі 1998 року про увічнення пам'яті лейтенанта Колчака бароном Толлем, уральський історик І. Ф. Плотніков каявся в цій книзі в особисто відданій данині політиці умовчань і спотворень радянського часу:
1926 року в СРСР вийшов роман В. П. Обручева «Земля Санникова», за мотивами якого 1973 року було поставлено однойменний фільм з участю О. Даля, В. Дворжецького, Ю. Назарова, Г. Віцина і М. Есамбаєва. У перших рядках роману Обручев описує заслуховування на засіданні Імператорського Російського географічного товариства доповіді експедиції, «спорядженої для пошуків зниклого безвісти Толля та його супутників», з вуст неназваного «морського офіцера, який здійснив сміливе плавання у вельботі через Льодовите море з Новосибірських островів на острів Беннетта, на який висадився барон Толль, що звідти не повернувся»; згадується «мужнє обличчя доповідача, обвітрене полярними негодами, що залишалося в півтіні зеленого абажура лампи, що висвітлювала рукопис його доповіді на катедрі та його флотський мундир із золотими ґудзиками й орденами». Декілька абзаців передають майже дослівно зміст доповіді лейтенанта Колчака, зробленого 10 січня 1906 року на загальних зборах відділень математичної та фізичної географії Російського географічного товариства, так само як і висновки про те, що партія Толля загинула, а Земля Санникова не існує.